# Monpazier
Monpazier est une commune française située dans le département de la Dordogne, en région Nouvelle-Aquitaine.
De 1790 à 2015, la commune était le chef-lieu du canton de Monpazier.
Commune la moins étendue du département et ancienne bastide du XIIIe siècle, Monpazier est un secteur sauvegardé qui fait partie de l'association Les Plus Beaux Villages de France et a obtenu le label Ville et Métiers d'Art en 2019 grâce à ses nombreux artisans d'art présents sur le village.

## Géographie

### Généralités
Située dans le sud du Périgord, aux frontières de l'Agenais, à 45 km de Bergerac et 45 km au sud de Sarlat, la ville se situe tout près du Dropt.
Avec seulement 53 hectares de superficie, Monpazier est la plus petite commune de la Dordogne, centrée sur la bastide. De ce fait, sa densité avec 834 hab./km2 est, en 2022, la deuxième de la Dordogne, après celle de Périgueux.

### Communes limitrophes
Plus petite commune du département de la Dordogne, Monpazier est limitrophe de trois autres communes.
| Marsalès |           |         |
|          | Monpazier | Capdrot |
| Gaugeac  |           |         |

### Géologie et relief

#### Géologie
Situé sur la plaque nord du Bassin aquitain et bordé à son extrémité nord-est par une frange du Massif central, le département de la Dordogne présente une grande diversité géologique. Les terrains sont disposés en profondeur en strates régulières, témoins d'une sédimentation sur cette ancienne plate-forme marine. Le département peut ainsi être découpé sur le plan géologique en quatre gradins différenciés selon leur âge géologique. Monpazier est située dans le quatrième gradin à partir du nord-est, un plateau formé de dépôts siliceux-gréseux et de calcaires lacustres de l'ère tertiaire.
Les couches affleurantes sur le territoire communal sont constituées de formations superficielles du Quaternaire et de roches sédimentaires datant pour certaines du Cénozoïque, et pour d'autres du Mésozoïque. La formation la plus ancienne, notée c5c, date du Campanien 3, une alternance de marnes à glauconie et de calcaires crayo-marneux jaunâtres. La formation la plus récente, notée CFvs, fait partie des formations superficielles de type colluvions carbonatées de vallons secs : sable limoneux à débris calcaires et argile sableuse à débris. Le descriptif de ces couches est détaillé dans la feuille « no 831 - Belvès » de la carte géologique au 1/50 000 de la France métropolitaine, et sa notice associée.

Carte géologique de Monpazier.

#### Relief et paysages
Le département de la Dordogne se présente comme un vaste plateau incliné du nord-est (491 m, à la forêt de Vieillecour dans le Nontronnais, à Saint-Pierre-de-Frugie) au sud-ouest (2 m à Lamothe-Montravel). L'altitude du territoire communal varie quant à elle entre 144 m et 222 m,.
Dans le cadre de la Convention européenne du paysage entrée en vigueur en France le 1er juillet 2006, renforcée par la loi du 8 août 2016 pour la reconquête de la biodiversité, de la nature et des paysages, un atlas des paysages de la Dordogne a été élaboré sous maîtrise d’ouvrage de l’État et publié en octobre 2020. Les paysages du département s'organisent en huit unités paysagères et 14 sous-unités. La commune est dans le Bergeracois, une région naturelle présentant un relief contrasté, avec les deux grandes vallées de la Dordogne et du Dropt séparées par un plateau plus ou moins vallonné, dont la pente générale s’incline doucement d’est en ouest. Ce territoire offre des paysages ouverts qui tranchent avec les paysages périgourdins. Il est composé de vignes, vergers et cultures,.
La superficie cadastrale de la commune publiée par l'Insee, qui sert de référence dans toutes les statistiques, est de 0,53 km2,,. La superficie géographique, issue de la BD Topo, composante du Référentiel à grande échelle produit par l'IGN, est quant à elle de 0,54 km2.

### Hydrographie

#### Réseau hydrographique

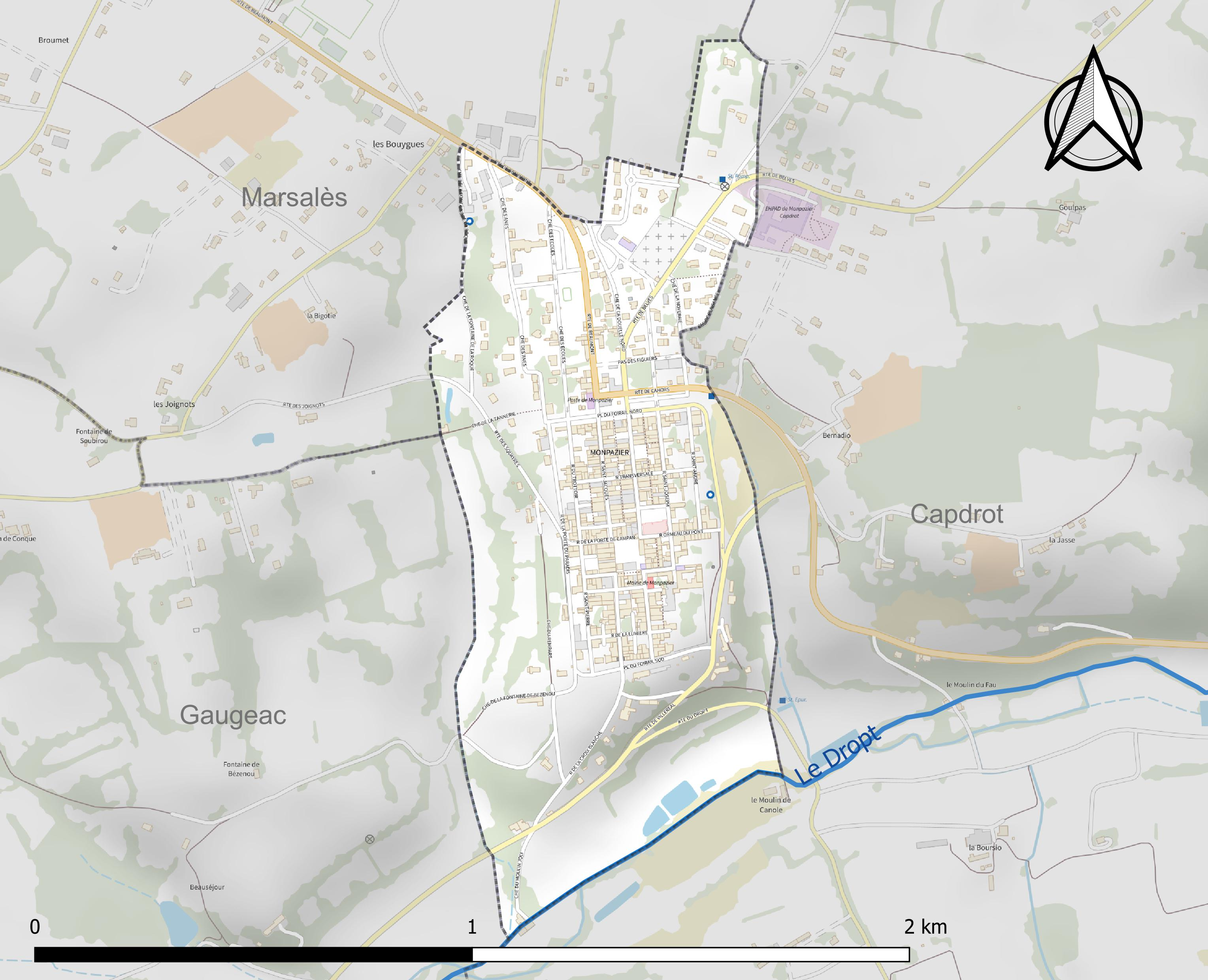
Réseaux hydrographique et routier de Monpazier.

La commune est située dans le bassin de la Garonne au sein du Bassin Adour-Garonne. Elle est drainée par le Dropt et deux petits cours d'eau, qui constituent un réseau hydrographique de 1,5 km de longueur totale,.
Le Dropt, d'une longueur totale de 132,47 km, prend sa source dans la commune de Capdrot et se jette en rive droite de la Garonne en limite de Caudrot et de Casseuil, face à Barie,. Il borde la commune au sud sur plus de 500 mètres face à Capdrot.

#### Gestion et qualité des eaux
Le territoire communal est couvert par le schéma d'aménagement et de gestion des eaux (SAGE) « Dropt ». Ce document de planification, dont le territoire correspond au bassin versant du Dropt, d'une superficie de 1 522 km2, a été approuvé le 13 janvier 2022. La structure porteuse de l'élaboration et de la mise en œuvre est le syndicat mixte EPIDROPT. Il définit sur son territoire les objectifs généraux d’utilisation, de mise en valeur et de protection quantitative et qualitative des ressources en eau superficielle et souterraine, en respect des objectifs de qualité définis dans le troisième SDAGE du Bassin Adour-Garonne qui couvre la période 2022-2027, approuvé le 10 mars 2022.
La qualité des eaux de baignade et des cours d’eau peut être consultée sur un site dédié géré par les agences de l’eau et l’Agence française pour la biodiversité.

### Climat
Pour des articles plus généraux, voir Climat de la Nouvelle-Aquitaine et Climat de la Dordogne.
Historiquement, la commune est exposée à un climat océanique aquitain.  
En 2020, Météo-France publie une typologie des climats de la France métropolitaine dans laquelle la commune est exposée à un climat océanique altéré et est dans la région climatique  Aquitaine, Gascogne, caractérisée par une pluviométrie abondante au printemps, modérée en automne, un faible ensoleillement au printemps, un été chaud (19,5 °C), des vents faibles, des brouillards fréquents en automne et en hiver et des orages fréquents en été (15 à 20 jours).
Pour la période 1971-2000, la température annuelle moyenne est de 12,8 °C, avec  une amplitude thermique annuelle de 14,7 °C. Le cumul annuel moyen de précipitations est de 885 mm, avec 11,3 jours de précipitations en janvier et 7 jours en juillet. Pour la période 1991-2020, la température moyenne annuelle observée sur la station météorologique la plus proche, située sur la commune de Lacapelle-Biron à 9,05 km à vol d'oiseau, est de 13,6 °C et le cumul annuel moyen de précipitations est de 833,3 mm,. Pour l'avenir, les paramètres climatiques de la commune estimés pour 2050 selon différents scénarios d’émission de gaz à effet de serre sont consultables sur un site dédié publié par Météo-France en novembre 2022.

## Urbanisme

### Typologie
Au 1er janvier 2024, Monpazier est catégorisée commune rurale à habitat dispersé, selon la nouvelle grille communale de densité à 7 niveaux définie par l'Insee en 2022.
Elle est située hors unité urbaine et hors attraction des villes,.

### Occupation des sols

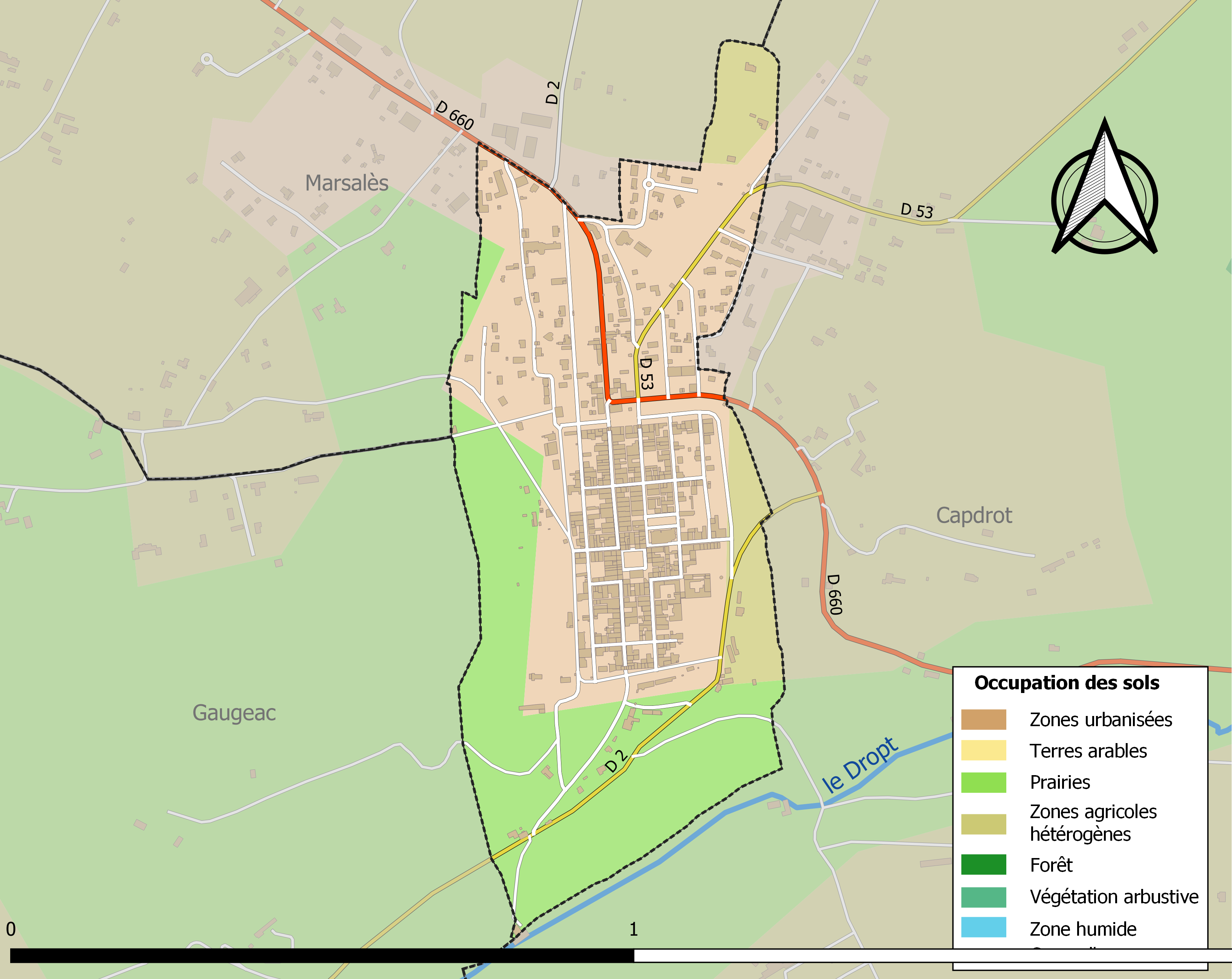
Carte des infrastructures et de l'occupation des sols de la commune en 2018 (CLC).

L'occupation des sols de la commune, telle qu'elle ressort de la base de données européenne d’occupation biophysique des sols Corine Land Cover (CLC), est marquée par l'importance des territoires artificialisés (57,2 % en 2018), en diminution par rapport à 1990 (61,3 %). La répartition détaillée en 2018 est la suivante : 
zones urbanisées (57,2 %), prairies (36,5 %), zones agricoles hétérogènes (6,3 %). L'évolution de l’occupation des sols de la commune et de ses infrastructures peut être observée sur les différentes représentations cartographiques du territoire : la carte de Cassini (XVIIIe siècle), la carte d'état-major (1820-1866) et les cartes ou photos aériennes de l'IGN pour la période actuelle (1950 à aujourd'hui).

### Prévention des risques

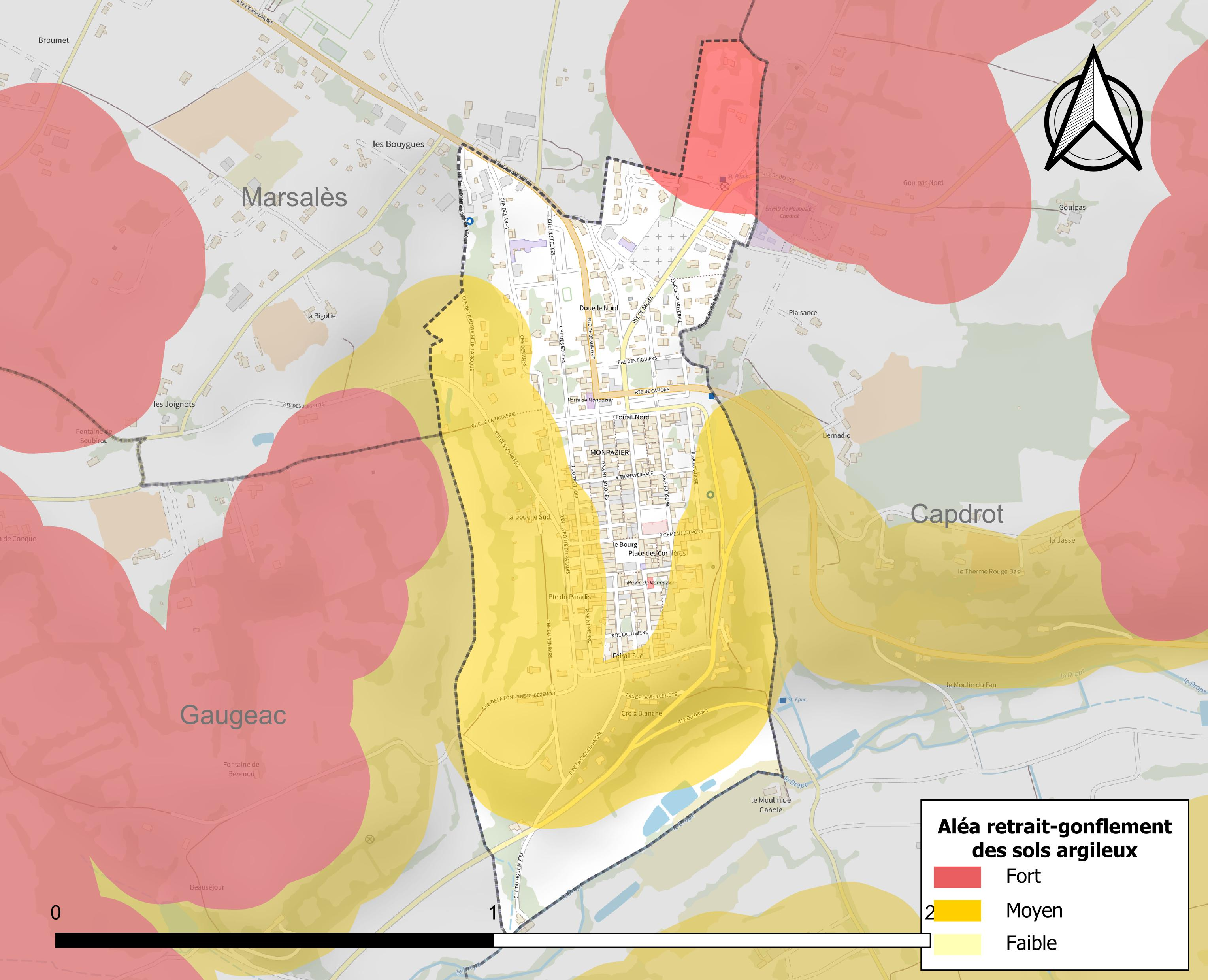
Carte des zones d'aléa retrait-gonflement des sols argileux de Monpazier.

Le territoire de la commune de Monpazier est vulnérable à différents aléas naturels : météorologiques (tempête, orage, neige, grand froid, canicule ou sécheresse), inondations, feux de forêts, mouvements de terrains et séisme (sismicité très faible). Un site publié par le BRGM permet d'évaluer simplement et rapidement les risques d'un bien localisé soit par son adresse soit par le numéro de sa parcelle.
Certaines parties du territoire communal sont susceptibles d’être affectées par le risque d’inondation par débordement de cours d'eau. La commune a été reconnue en état de catastrophe naturelle au titre des dommages causés par les inondations et coulées de boue survenues en 1982, 1990, 1999 et 2003,.
Monpazier est exposée au risque de feu de forêt. L’arrêté préfectoral du 14 mars 2013 fixe les conditions de pratique des incinérations et de brûlage dans un objectif de réduire le risque de départs d’incendie. À ce titre, des périodes sont déterminées : interdiction totale du 15 février au 15 mai et du 15 juin au 15 octobre, utilisation réglementée du 16 mai au 14 juin et du 16 octobre au 14 février. En septembre 2020, un plan inter-départemental de protection des forêts contre les incendies (PidPFCI) a été adopté pour la période 2019-2029,.
Les mouvements de terrains susceptibles de se produire sur la commune sont des tassements différentiels. Le retrait-gonflement des sols argileux est susceptible d'engendrer des dommages importants aux bâtiments en cas d’alternance de périodes de sécheresse et de pluie. 57,9 % de la superficie communale est en aléa moyen ou fort (58,6 % au niveau départemental et 48,5 % au niveau national métropolitain). Depuis le 1er octobre 2020, en application de la loi ÉLAN, différentes contraintes s'imposent aux vendeurs, maîtres d'ouvrages ou constructeurs de biens situés dans une zone classée en aléa moyen ou fort,.
La commune a été reconnue en état de catastrophe naturelle au titre des dommages causés par la sécheresse en 2011 et par des mouvements de terrain en 1999.

## Toponymie

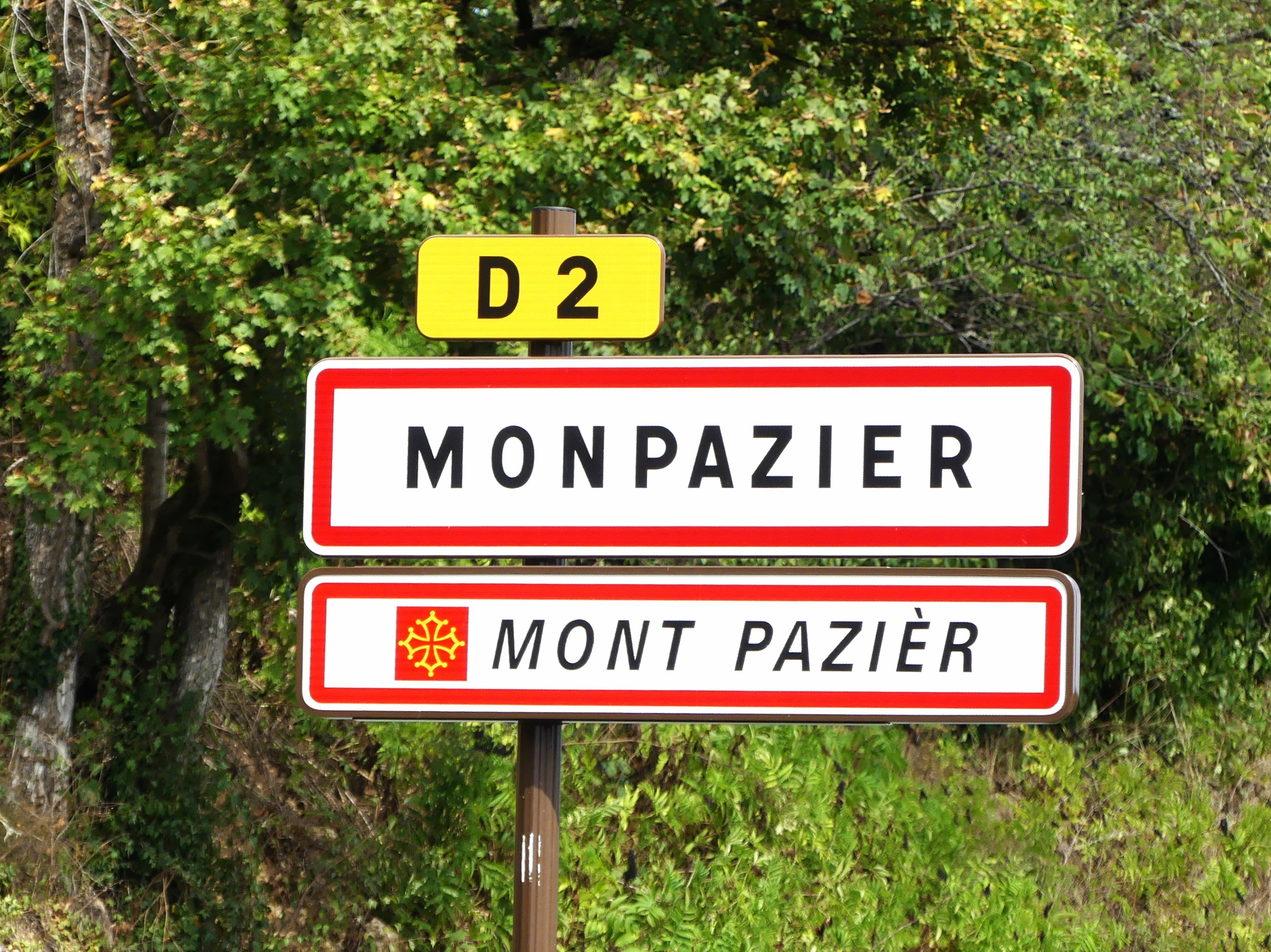
Panneau d'entrée en français et occitan (avec semble-t-il une graphie fautive).

Le nom de Monpazier apparaît au XIIIe siècle (en 1293), lors de la fondation de la bastide, sous la forme latinisée de « Castrum Montis Pazerii », ce qui signifie « château (ou bien lieu fortifié) du mont de la paix ». Traduit en occitan, il se compose de castel ; de mont ; issu du latin mons, montis) et de pazier, un dérivé de patz (qui provient, comme le français paix, du latin pax) et qui désigne un fonctionnaire chargé de veiller au maintien de la paix. « Castel » se serait perdu au fil du temps.
En occitan, la commune porte le nom de Mont Pasièr,.

## Vénus de Monpazier
En avril 1970, un bijoutier à Monpazier, Élisée Cérou, qui recherche des silex dans un champ labouré, découvre une statuette de pierre à base de limonite de 5,5 cm de haut. En juillet suivant, un groupe de préhistoriens, dont Jean Clottes, qui visitent par hasard sa boutique, remarquent la statuette, qui est authentifiée comme façonnée au Gravettien (entre 31 000 et 22 000 BP, au Paléolithique supérieur) et baptisée Vénus de Monpazier,.
Elle présente les traits caractéristiques des Vénus paléolithiques : hypertrophie des caractères sexuels, et particulièrement pour son cas de la vulve, ainsi qu'une ressemblance frappante avec la Vénus de Grimaldi dite « Polichinelle », dont la particularité de la minceur des hanches.
Un fac-similé est exposé au musée d'Archéologie nationale de Saint-Germain-en-Laye.

## Histoire

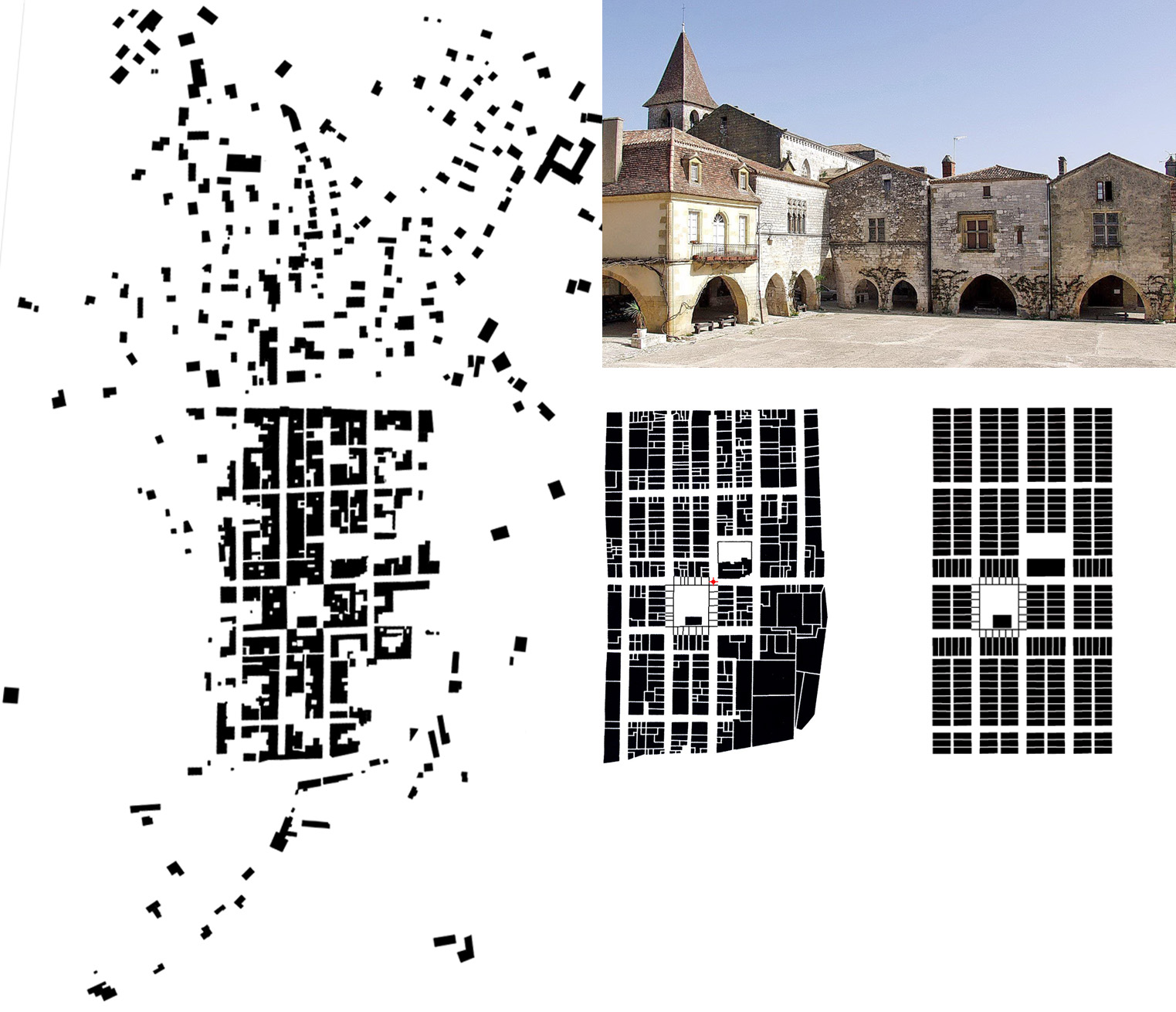
À gauche : le bâti actuel.
Au centre : le cadastre de Monpazier.
À droite : le plan de principe de la bastide suivant un schéma hippodamien (le quart sud-est de la bastide a été modifié après la fondation du couvent des Récollets en 1644).

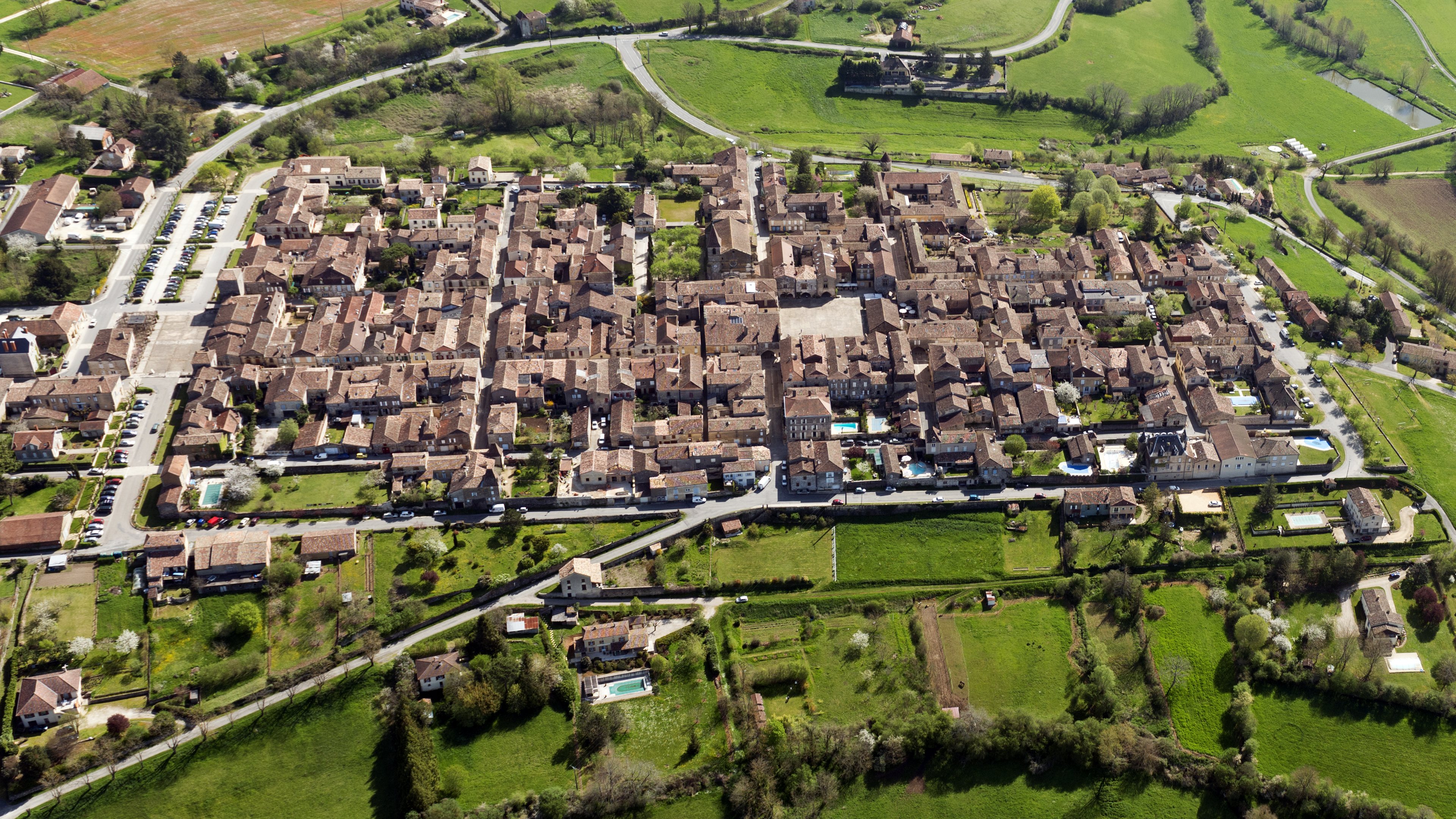
Vue aérienne de Monpazier à partir du côté ouest.

### Fondation de Monpazier
Après que le roi Louis IX a reçu l'hommage-lige d'Henri III d'Angleterre, le 4 décembre 1259,, le traité de Paris est signé par lequel le roi de France confirme à Henri III la possession du Limousin, du Périgord, du Quercy, l'Agenais, et d'une partie de la Saintonge, mais conserve par ailleurs la Normandie et les pays de Loire (Touraine, Anjou, Poitou et Maine).
Après la mort d'Alphonse de Poitiers sans enfant, Philippe III le Hardi, roi depuis la mort de son père, Louis IX, à Tunis, hérite du comté de Toulouse, du Poitou et d'une partie de l'Auvergne. Au traité d'Amiens le 23 mai 1279, il doit céder l'Agenais, la Saintonge et le Ponthieu au roi d'Angleterre Édouard Ier.
À la mort de son frère, Pierre, en 1283, Philippe III, hérite du comté du Perche et du comté d'Alençon.
Alphonse de Poitiers avait fondé en 1261 la bastide de Villefranche-du-Périgord sur les terres du baron de Pestilhac, à l'est de Monpazier, et en 1267 la bastide de Villeréal, vers l'ouest, sur les terres du baron de Biron.
Le roi d'Angleterre, maître de la Guyenne, a alors entrepris la construction de bastides pour conserver la maîtrise et le développement de ses nouvelles terres dans le Périgord méridional et le nord de l'Agenais : Lalinde, Beaumont, Molières et Roquépine.
Un contrat de paréage est passé le 7 janvier 1284 entre le sénéchal de Guyenne Jean Ier de Grailly, au nom du duc de Guyenne, roi d'Angleterre Édouard Ier, et Pierre de Gontaut, seigneur de Biron, pour fonder sur le « Mont Pazier » une nouvelle bastide. Le roi d'Angleterre était devenu le suzerain de Pierre de Gontaut en 1279. Édouard Ier veut fixer des populations sur ses terres d'Aquitaine, face au royaume de France. Ses habitants bénéficient de nombreux avantages comme l'exemption d'impôt et l'abolition du droit seigneurial.
La bastide a été édifiée selon un plan rectangulaire ou hippodamien, autour d'une place centrale, la place des cornières, entourée de maisons construites entre le XIIIe et le XVIIe siècle. Elle est parvenue, au fil des siècles, à conserver son caractère d'origine malgré les vicissitudes du temps et à échapper aux destructions que la guerre de Cent Ans et les guerres de religion ont provoquées dans la région.
Comme toutes les bastides, Monpazier a reçu une charte des coutumes qui précise les droits dont disposent ses habitants, dérogatoires au droit féodal dans ce territoire distrait de la seigneurie. Si la charte originelle n'a pas été retrouvée, elle est rappelée dans les lettres de confirmation des droits par les rois Louis XI du 6 avril 1461, et Charles VIII d'octobre 1484.
La construction de l'église et des remparts avec leurs fossés a dû commencer peu après la fondation de la bastide comme le montre un acte datant de 1289 du roi d'Angleterre.

### Premiers affrontements
En 1294, Philippe le Bel, prétextant des disputes entre marins normands et anglais en 1292-1293, a envoyé une troupe occuper la Guyenne, dont Monpazier. Pour subvenir aux dépenses de guerre, le roi a imposé une levée extraordinaire, la maltôte. La guerre s'est arrêtée avec le traité de Montreuil-sur-Mer, en 1299. Si la paix était revenue, les impôts sont restés pour financer l'armée du roi anglais. En 1305, le roi-duc a retiré 220 livres de Monpazier. La même année, le seigneur de Biron se plaint que le roi-duc ne respecte pas les clauses de l'acte de paréage.
En 1315, le seigneur de Biron est écarté de la gestion de Monpazier par le roi-duc. En 1316, le roi d'Angleterre déclare que Monpazier est indissolublement unie à la Couronne. La guerre de Saint-Sardos ramène en Guyenne les troupes françaises commandées par Charles de Valois. Le roi Charles IV le Bel a placé le duché de Guyenne sous son autorité. Le seigneur Pierre II de Gontaut vient piller Monpazier avec une troupe d'hommes armés. Le roi lui a accordé des lettres de rémission pour ce pillage en 1327.
Dans son testament de 1328, Aymeric de Rampieux mentionne un hôpital qui devait être alors établi hors les murs de la ville.

### La guerre de Cent Ans et ses conséquences à Monpazier
La mort du roi Charles IV sans héritier a entraîné un changement de dynastie avec Philippe VI de Valois. La guerre de Cent Ans commence en 1337 quand le roi de France fait saisir le duché de Guyenne. Le roi d'Angleterre Édouard III se proclame roi de France en 1340. À Monpazier, on remet en état les défenses, on creuse un réseau de caves communicantes et des couloirs souterrains. En 1345, lord Derby est nommé lieutenant du roi d'Angleterre en Aquitaine. Il débarque à Bayonne en 1345 et reprend la Guyenne. Édouard III donne Monpazier à un Durfort. Les Gontaut-Biron soutiennent alors le roi de France. L'épidémie de peste noire arrive en France en 1348 et à Monpazier en 1350. Quand le 18 octobre 1350 la bastide est échue à Jean de Biron, fils du seigneur de Montferrand, elle lui donne 20 livres de revenus, dix fois moins qu'auparavant. Dans les années qui suivent, la mortalité a entraîné la cherté des vivres et une mortalité importante à cause de la mauvaise qualité de la nourriture que les pauvres pouvaient acheter. En 1356, le roi Jean II le Bon est battu à la bataille de Poitiers par l'armée anglaise commandée par le prince Noir. Le roi de France est fait prisonnier. Le prince Noir est nommé prince d'Aquitaine en 1362. Monpazier continue à payer des impôts, 29 livres en 1363/1364, 50 livres en 1366. Mais en 1368, le prince Noir a créé un nouvel impôt de 20 sols (ou une livre), le fouage, à payer par chaque foyer. Cela revenait à tripler les impôts. Les Gascons se sont rebellés et ont été représentés par Jean III d'Armagnac pour se plaindre auprès du roi Charles V. Le roi en profite pour envoyer une armée commandée par Bertrand du Guesclin qui reprend le nord de l'Aquitaine pendant que les Gascons reprennent la partie sud. Pierre de Gontaut ayant repoussé John Chandos, il a repris Monpazier. Après la mort d'Édouard III, Charles V a envoyé du Guesclin et son frère Louis Ier d'Anjou reprendre Bergerac et les bastides entre Garonne et Dropt, dont Monpazier. Tous les acteurs principaux de cette phase du conflit entre Anglais et Français sont morts en 1380.
En mai 1398, le roi Charles VI a accordé des lettres de rémission aux habitants de Monpazier pour le soutien qu'ils avaient accordé aux Anglais. En 1393, la folie de Charles VI a amené à l'affrontement entre son frère Louis d'Orléans, son oncle Jean de Berry et son cousin Jean sans Peur, duc de Bourgogne à l'intérieur du conseil du roi. L'assassinat de Louis d'Orléans, en 1407, a été à l'origine de la création du parti des Armagnacs qui s'oppose aux Bourguignons dans un long conflit. Le désastre de la bataille d'Azincourt en 1415, la prise de Paris par les Bourguignons en 1418 et la fuite du Dauphin, l'assassinat de Jean sans Peur en présence du Dauphin en 1419, ont conduit au rapprochement entre les Anglais et les Bourguignons. Le traité de Troyes en 1420 fait du roi d'Angleterre le successeur de Charles VI, ouvrant une période de conflits avec des opérations militaires menées en Aquitaine par les Armagnacs. Les campagnes sont parcourues par des bandes d'écorcheurs profitant de la désagrégation de l'autorité et de l'impunité qui lui est liée. Après la première campagne de combats menée par Jeanne d'Arc et le sacre du roi à Reims, la paix d'Arras, en 1435, entre Charles VII et Philippe le Bon, duc de Bourgogne, a permis au roi de France de rétablir son autorité et de reprendre progressivement le contrôle du royaume faisant perdre à Henri VI toutes ses possessions en France à l'exception de Calais. Les Gontaut-Biron, les barons de Fumel ou de Pujols sont du parti des Armagnacs. Gaston de Gontaut reprend le château de Biron en 1444 qui était occupé par Malrigon de Bideran. En 1450, l'armée du roi de France reprend Bergerac. En octobre 1450, le fils aîné de David de Faubournet reçoit du comte de Périgord la capitainerie de Monpazier. La bataille de Castillon, en 1453, termine les opérations militaires en Aquitaine.

### Retour de la paix
En 1461, Louis XI confirme la charte des coutumes de Monpazier. En 1466, la terre de Monpazier est cédée à Jean Foulcon de Tourons qui prend la place du roi sauf pour la justice haute. En 1474, le bayle de la ville est Amanieu de Gontaud, bâtard de Biron. Charles VIII confirme les droits de Monpazier en 1484. En 1495, il a cédé Monpazier à Jean de Montferrand pour 500 livres.
Le retour de la paix a permis de construire la voûte de l'église Saint-Dominique, puis la charpente, en 1462. En 1490, le chapitre de la collégiale de Capdrot est transféré à Monpazier.
À partir de Charles VIII, la noblesse locale va être occupée à des guerres se déroulant en dehors de la région. Des élites locales vont combler leur absence. Après avoir construit des gentilhommières autour de Monpazier, ils vont être les consuls de la ville désignés par les officiers du roi. Ce sont les Pourquery, les Farges, les du Faux, les Laval.
La paix va être troublée par les révoltes de la population contre l'augmentation des impôts ou la création d'impôts nouveaux pour financer les guerres. François Ier étend la gabelle à tout le royaume, dont Monpazier qui ne payait que le quart et le quint. Cet impôt multipliait par 10 le prix du sel. Les premiers mouvements de protestation sont vite réprimés, mais ils reprennent quand le roi veut imposer la vente du sel par l'entremise de greniers royaux en 1544. Le projet est repris par Henri II en 1547. Toute la Guyenne proteste. La répression est brutale et l'affaire s'est terminée en 1550 par le paiement de 1,2 million de livres par la Saintonge, l'Angoumois, le Limousin, le Périgord et le reste de la Guyenne. Si Monpazier n'a pas participé à la révolte, chaque foyer de la ville a dû payer 1 livre.

### Les guerres de religion
Dès 1557, la propagation de la Réforme est favorisée par la proximité du château de Biron. Renée de Bonneval, épouse de Jean de Gontaut, seigneur de Biron, est une amie de Jeanne d'Albret. Elle a fait venir un ministre protestant nommé La Fontaine à Lavaur.
En novembre 1561, le meurtre de François de Fumel, catholique intransigeant, par les protestants de Fumel excédés ouvre alors pour la région et Monpazier une période de malaises et de violences.
Début juillet 1565, Monpazier voit passer trois troupes de Suisses et d'Allemands allant rejoindre le roi à Bayonne. Le 6 août, c'est Madame de Guise, son fils, Henri de Lorraine dit « le Balafré », le cardinal de Guise, Monsieurs de Nemours qui passent par Monpazier avec le Monsieur de Biron. Ils dînent au château de Biron.
Le 19 janvier 1572, la reine de Navarre accompagnée du frère du prince d'Orange a rejoint le prince de Condé au château de Biron en passant par le côté sud de Monpazier pour y discuter les clauses du mariage de son fils, Henri de Navarre. C'est à la suite de ce mariage qu'a eu lieu le massacre de la Saint-Barthélemy pendant lequel le chef des protestants périgourdins, Armand de Clermont, seigneur de Piles, est tué. Il a été remplacé par Geoffroy de Vivans.
Le 21 juin 1574, Geoffroy de Vivans, capitaine protestant s'empare de Monpazier.
Sully raconte dans ses Mémoires en s'amusant une histoire singulière qui s'est passée après le siège de Villefranche-du-Périgord, en 1576, où il faillit être tué : « Les bourgeois de cette ville ayant formé le complot de se saisir par surprise de Monpazier, autre petite ville voisine, ils choisirent pour cette exécution, la même nuit que ceux de Monpazier, sans en rien sçavoir, avoient aussi prise pour essayer de s'emparer de Ville-Franche. Le hasard fit encore qu'ayant pris un chemin différent, les deux troupes ne rencontrèrent point. Tout fut exécuté avec d'autant moins d'obstacle, que de part et d'autre les murs étaient demeurés sans défense. On pilla, on se gorgea de butin, tout le monde se crut heureux, jusqu'à ce que le jour étant paru, les deux villes connurent leur méprise. La composition fut que chacun s'en retourneroit chez soi, et que tout seroit remis en son premier état ».
Après la paix de Bergerac, en 1577, Henri de Navarre est nommé gouverneur de Guyenne et Armand de Gontaut-Biron, lieutenant-général.
Henri de Navarre vient à Monpazier le 12 septembre 1579 et y demeure trois jours. Le traité du Fleix, conclu en 1580 entre le roi de France et le parti protestant représenté par Henri de Navarre, prévoit de démanteler Monpazier.
Armand de Gontaut, blessé à la suite d'une chute de cheval, a transmis le commandement de l'armée royale à son fils Charles de Gontaut-Biron. L'armée prend ses quartiers d'hiver à Monpazier à partir du 17 décembre 1580 et en repartit ayant fait, selon Daniel Pourquery, premier consul de Monpazier, « grande dépense de vivres ».
La mort du duc d'Anjou en 1584 va transformer une guerre de religion en guerre de succession car cette mort fait du protestant Henri de Navarre le successeur en titre du roi Henri III. En 1588, après le meurtre des Guise à Amboise sur ordre d'Henri III puis l'assassinat de ce dernier en 1589, Henri de Navarre doit conquérir son royaume et abjurer le protestantisme en 1593 pour être couronné roi de France en 1594.
En 1589, Jacques Nompar de Caumont, aidé de Geoffroy de Vivans, s'est emparé de Monpazier.

### Première jacquerie des croquants
Pour obtenir le ralliement des dirigeants les plus importants de la Ligue, le roi Henri IV leur verse des sommes très importantes. Mais pour remplir le trésor royal vidé par les guerres, les impôts sont considérablement augmentés. Après avoir connu les destructions des guerres de religion, les paysans doivent supporter ces impôts qui augmentent leur misère.
Des lettres circulent de village en village : « [...] On a vu le plat pays ruiné complètement par les soldats et les brigands et les pauvres laboureurs après avoir souffert par tant de fois les logis des gens d'armes d'un et d'autre parti, réduits à la famine, vu forcer femmes et filles, prendre leurs bœufs, et fait délaisser les terres incultes, et ont fait mourir de faim une infinité dans les prisons pour ne pouvoir payer les grandes tailles et subsides que l'un et l'autre parti les ont contraint de payer [...] », signé : « Vos bons amis, les compagnons et serviteurs, les Tard advisés ».
Cette misère provoque le premier soulèvement des paysans : on leur donne le nom de « croquants ».
Le 23 avril 1594, près de sept à huit mille paysans se retrouvent dans la forêt d'Abjac. Le roi Henri IV tente d'apaiser le conflit. Le 22 mai 1594, Daniel Pourquery, premier consul de Monpazier, réunit une assemblée qui le charge d'aller rencontrer le roi à Saint-Germain-en-Laye pour présenter les doléances du peuple. Arrivé le 27 mai, le roi l'écoute et promet sa clémence à condition que le calme soit revenu avant le 25 juin. Mais le 31 mai, une assemblée de 4 000 Croquants se réunit sur la plaine de la Boule, entre Beaumont-du-Périgord et Bergerac. Excités par le notaire La Saigne et le juge Papus, dit Paulhiac, les Croquants nommèrent des colonels et gagnèrent le Limousin au cri de Liberté. Tiers État. L'armée est alors intervenue en faisant de nombreux morts, ramenant le calme pendant l'hiver.
La jacquerie s'étend en février 1595 et la paysannerie proche de Belvès y participe. Des châteaux sont pillés. Le Sénéchal de Périgord en appelle à la noblesse qui décide de combattre les croquants. Ils sont sévèrement battus près de Saint-Crépin le 26 août. Des discussions ont lieu au cours d'une assemblée à Siorac, ils décident de rendre les armes. Le roi accorde en 1596 la remise des arriérés des tailles et subsides. Une nouvelle poussée de révolte se produit en août 1597, avec une assemblée à La Trappe, mais elle échoue. Jean Tarde (1562-1636), chroniqueur et vicaire général de l'évêque de Sarlat, écrit : « Après ce combat, ils se refroidirent, se divisèrent et se ruinèrent et s'en retournèrent au labourage ».
Sully a réformé la fiscalité. Il a cédé les droits seigneuriaux de la couronne sur Monpazier à Jacques Nompar de Caumont, premier duc de La Force, le 26 mai 1596.
Charles de Gontaut-Biron est fait duc et pair du royaume en 1598. L'édit de Nantes est promulgué le 16 avril 1598 pour ramener la paix religieuse.
Le 31 juillet 1602, le duc de Biron, convaincu de trahison au profit de l'Espagne, est décapité dans la cour de la Bastille.

### Seconde jacquerie des croquants
En 1621, Louis XIII traverse le Périgord avec l'armée royale au cours de sa campagne contre les protestants. Il ne passe pas par Monpazier.
La seconde jacquerie des croquants a eu plusieurs causes :
- une modification des prix avec un écart important entre le prix payé aux producteurs et le prix de vente aux consommateurs,
- une augmentation de la charge fiscale pour financer les guerres car le royaume de France est entré dans la guerre de Trente Ans en 1635 et l'armée passe de 65 000 à 150 000 hommes.

Le 27 mars 1636 commence la seconde jacquerie. Cette révolte se produit autour de la forêt de la Bessède, entre mars et juillet 1637, sous la direction de Buffarot, un tisserand natif de Capdrot. Il est capturé par Pierre de Molinier, gentilhomme de Monpazier, et roué vif le 6 août 1637 sur la place centrale de Monpazier. Sa tête est exposée sur la place de la Halle de Belvès.

### La Fronde à Monpazier
Henri de Caumont, marquis de Castelnau, reçoit de son père les droits sur la bastide de Monpazier en janvier 1642, « avec justice haute, moyenne et basse de la ville et des paroisses de Capdrot, Marsalès, Gaujac et Lavalade ».
Henri de Caumont se fait confirmer par le roi ses droits sur Monpazier en 1648 en payant la somme de 10 000 livres.
Le prince de Condé est emprisonné à la Bastille, il est libéré après la fuite du cardinal Mazarin. Il prend alors la direction de la Fronde des princes puis est nommé gouverneur de Guyenne en 1651 et le restera jusqu'en 1654.
Henri de Caumont s'est rallié à la Fronde des Princes en 1650. Les troupes de la Fronde logent à Monpazier comme l'écrit Saint-Luc à Mazarin le 20 septembre 1650 : « L'on m'a donné advis qu'il s'assemblait un grand corps d'infanterie à Monpazier et que c'était certainement celui que M. de La Force voulait mener avec le reste de la cavalerie de Tavanes ».
Le 8 janvier 1653, le duc de Candale est à Monpazier. Mazarin est rentré à Paris en février 1653. Le calme est alors revenu.

### Vers la révocation de l'édit de Nantes
Un couvent des Récollets est établi à Monpazier en 1644,. Il doit combattre la religion protestante dans la région : celle-ci compte de nombreux adeptes et possède un consistoire et un temple à Monpazier. Un arrêt du parlement de Bordeaux ordonne la démolition du temple en février 1645.
Enquête en août 1652 devant Étienne de Pourquery, juge à Monpazier, faite à la demande de certains notables de Monpazier et de Biron, en majorité protestants, se plaignant du comportement des soldats envoyés par le vice-sénéchal de Sarlat.[pas clair]
Après le retour du calme, en 1653, la construction du couvent des Récollets a repris. La charpente est posée en 1655. Des abjurations de protestants sont faites dans la chapelle du couvent.
Un synode protestant eu lieu en 1659 : le temple de Monpazier existe toujours. Alain de Solminihac, évêque de Cahors, se rend alors à Monpazier pour prêcher. Henri de Caumont, protestant, a préféré abandonner la bastide et la céder à François Ier de Gontaut, baron puis marquis de Biron, marié à la très catholique Élisabeth de Cossé-Brissac. Le couple fait des dons importants au couvent.
Avec François de Gontaut arrivent aussi des mesures contre les protestants. Ceux qui s'obstinent dans leur foi doivent loger des soldats. Le cimetière protestant de Monpazier, qui est attesté par le testament de Jeanne de Pardaillan, dame de Vivans, a disparu.
Le temple est démoli en 1671 sur ordre du roi. Le 21 juin 1673, les protestants de Monpazier déposent une requête à la suite d'exactions d'archers.
Avec la révocation de l'édit de Nantes en 1685, le consistoire de Monpazier est dissout et ses biens sont allés à l'hôpital de Sarlat.
Une chapelle des Pénitents blancs est construite en 1684.

### Jusqu'à la Révolution de 1789
En 1693, l'archiprêtre nota sur les registres de la paroisse que, du 27 mai au 31 décembre, il avait enterré plus de 100 personnes dont il ignorait les noms, décédées dans l'hôpital ou mortes de faim à cause de la misère publique.
Après la révocation de l'édit de Nantes et la fermeture des écoles protestantes, Louis XIV a voulu assurer l'éducation des enfants des protestants dans des écoles tenues par le clergé catholique. L'édit d'avril 1695 concernant la juridiction ecclésiastique traite des écoles dans son article XXV, complété par l'ordonnance royale du 13 décembre 1698 sur les écoles paroissiales qui oblige les parents de France à envoyer leurs enfants dans les écoles paroissiales, dites « petites écoles » jusqu'à l'âge de 14 ans. Le financement était le fait des communautés d’habitants et le maître d'école, appelé « régent », est payé 150 livres par an.
En 1703, Bernard de Lamouroux a acheté l'office de maire perpétuel de la ville et juridiction de Monpazier.
Le 4 février 1758, Barthélemy de La Borie du Pourteil(1731-1808), vicaire-général de Sarlat, est élu archiprêtre de Monpazier, après la mort de Pierre de Meyrignac. Il a alors rétabli la confrérie de la Miséricorde, l'établissement d'un maître d'école et d'une maison de charité chargée de loger cinq ou six pauvres incurables gouvernée par des Sœurs hospitalières qui instruisent en même temps les jeunes filles dans la maison de charité bâtie sur un terrain donnée par Mademoiselle de Gironde, baronne de Lavaur. Par les lettres patentes du roi de 1775, enregistrées par le parlement de Bordeaux en 1776, l'archiprêtre de La Borie du Pourteil, élargissant une fondation antérieure, a établi, avec l'aide du roi et du duc de Biron, une maison de charité hôpital de Monpazier, à laquelle est adjointe une filature royale de coton,,. En 1699, un bâtiment avait été légué par Mademoiselle de Gironde, baronne de Lavaur, pour établir une maison de charité. Deux bâtiments sont construits en équerre le long de la rue Notre-Dame et de la rue des Récollets avec les pierres des murailles de la ville.
Dans une note de 1793, on apprend que l'hôtel de ville a été incendié à une date inconnue. Le corps municipal et les magistrats sont obligés de se réunir dans les maisons des particuliers. Les archives municipales indiquent qu'en 1769, la communauté de Monpazier souhaite acheter une maison « où se tiendrait l'auditoire (de Justice) et l'Hôtel de ville, où les papiers de la ville seraient mis en dépôt, et où l'on pourrait établir une prison et chambre de geôlier, sans quoi la justice au grand criminel (sic) ne peut pas s'exercer ». Le manque de moyens financiers de la ville ne lui permet pas de répondre à l'obligation d'entretenir les bâtiments servant à l'administration de la justice qui lui est faite en 1773, par un arrêt du conseil d'État. Pour répondre à cette obligation, le procureur M. Rouquet de Laplène a proposé d'imposer un droit d'octroi de 6 livres par barrique sur les vins qui ne sont pas produits dans le district. Un membre du corps municipal, le sieur Delmon, protesta car ses vignes étaient en dehors du district. Finalement le projet a été adopté en limitant cette taxe au vin produit par des personnes étrangères à Monpazier. Ce droit d'octroi est autorisé par Louis XVI le 16 août 1774.

### Après la Révolution
En 1789, les 50 notables composant le corps de ville sont remplacés par 113 citoyens actifs. Les maisons des particuliers ne sont plus assez grandes pour permettre les réunions du corps de ville. Le maire de Monpazier reste jusqu'en 1791 Étienne de Laval de Bonneville, maire depuis le règne de Louis XV.
En 1791, le directoire du district de Belvès décide la vente des biens ecclésiastiques ordonnée par l'Assemblée constituant par le décret du 2 novembre 1789. Les biens du clergé étant devenus biens nationaux. Personne ne s'étant porté acquéreur du couvent des Récollets, il a alors servi de mairie, puis à loger le tribunal de district accordé à Monpazier.
En 1792, l'abbé de La Borie refusant de prêter serment à la constitution civile, il est déchu de son poste de directeur de l'hospice, où il est remplacé par trois administrateurs. L'école et la filature de coton sont fermées et les Sœurs sont expulsées. En 1794, la maxime « Le peuple français reconnaît l'existence de l'Être suprême et l'immortalité de l'âme » est gravée sur le tympan de l'église Saint-Dominique. Elle y est encore lisible.
Le couvent des Récollets est acheté par le citoyen Bonfils-Lasserre le 25 décembre 1799 pour la somme de 2 700 francs.
La commune prend, en 1818, la décision de déplacer hors la ville le cimetière qui se trouvait dans la parcelle qui jouxte l'église Saint-Dominique. La dernière inhumation dans le cimetière près de l'église a lieu en 1827.
Une loge maçonnique du Grand Orient de France, la loge du « Sanctuaire de la Vérité » est fondée à Monpazier en 1826. Cette loge était affiliée à la loge « Enfants de l'Union » de Fumel. La dernière lettre de la loge de Monpazier à la loge de Fumel est datée du 17 juin 1833 et le registre des procès-verbaux de la loge de Fumel s'arrête le 15 janvier 1847. Le zèle de la loge de Monpazier a dû progressivement se refroidir. On lui connaît des membres en 1840 et 1844,.
En octobre 1831, une ordonnance royale autorise la ville de Monpazier à acheter l'ancien couvent des Récollets à maître Perry, notaire, pour la somme de 2 632 francs.
Le cadastre de 1845 montre qu'à l'emplacement du terrain où se trouve l'hôtel Edward 1er, il existait un colombier qui devait être une tour de flanquement des remparts. Elle est détruite en 1877 par Joseph Béchon pour construire une maison aux allures de château avec ses deux tours à l'est qui la flanquent et une écurie.
Un rapport fait en 1913 montre l'état déplorable de l'hospice de Monpazier. Une maison de convalescence et de repos Sainte-Marthe a existé à Monpazier jusqu'en 2010.

## Politique et administration

### Rattachements administratifs
Dès 1790, la commune de Monpazier est le chef-lieu du canton de Monpazier qui dépend du district de Belvès jusqu'en 1795, date de suppression des districts. En 1801, le canton est rattaché à l'arrondissement de Bergerac.
Dans le cadre de la réforme de 2014 définie par le décret du 21 février 2014, ce canton disparaît aux élections départementales de mars 2015. La commune est alors rattachée au canton de Lalinde.

### Intercommunalité
Fin 1994, Monpazier intègre dès sa création la communauté de communes du Monpaziérois. Celle-ci est dissoute au 31 décembre 2012 et remplacée au 1er janvier 2013 par la communauté de communes des Bastides Dordogne-Périgord.

### Administration municipale
La population de la commune étant comprise entre 100 et 499 habitants au recensement de 2017, onze conseillers municipaux ont été élus en 2020,.

### Liste des maires

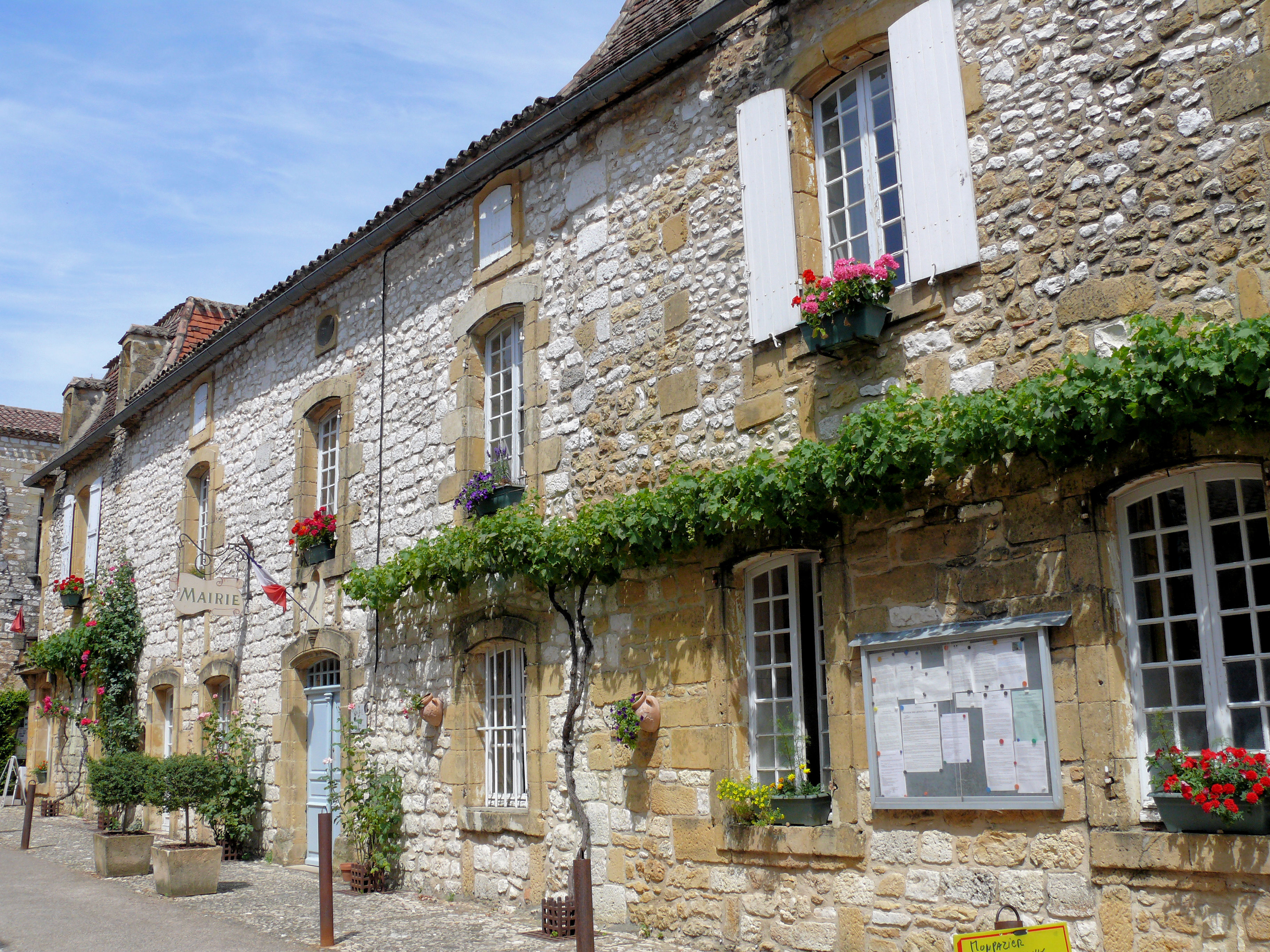
La mairie.

### Politique environnementale
Dans son palmarès 2024, le Conseil national de villes et villages fleuris de France a attribué trois fleurs à la commune. Commune également soucieuse de son environnement, elle est village zéro-phyto.

## Équipements et services publics

### Justice
Dans le domaine judiciaire, Monpazier relève : 
- du tribunal judiciaire, du tribunal pour enfants, du conseil de prud'hommes et du tribunal de commerce de Bergerac ;
- du pôle Nationalité du tribunal judiciaire de Périgueux (compétent uniquement dans le domaine de la nationalité) ;
- de la cour d'appel, du tribunal administratif et de la cour administrative d'appel de Bordeaux.

## Population et société

### Démographie
Les habitants de Monpazier sont appelés les Monpaziérois.
L'évolution du nombre d'habitants est connue à travers les recensements de la population effectués dans la commune depuis 1793. Pour les communes de moins de 10 000 habitants, une enquête de recensement portant sur toute la population est réalisée tous les cinq ans, les populations de référence des années intermédiaires étant quant à elles estimées par interpolation ou extrapolation. Pour la commune, le premier recensement exhaustif entrant dans le cadre du nouveau dispositif a été réalisé en 2006.

En 2022, la commune comptait 442 habitants, en évolution de −7,53 % par rapport à 2016 (Dordogne : +0,37 %, France hors Mayotte : +2,11 %).
| 1793 | 1800  | 1806  | 1821  | 1831  | 1836  | 1841  | 1846  | 1851  |
| ---- | ----- | ----- | ----- | ----- | ----- | ----- | ----- | ----- |
| 949  | 1 028 | 1 033 | 1 027 | 1 061 | 1 127 | 1 133 | 1 187 | 1 133 |

| 1856  | 1861  | 1866  | 1872 | 1876 | 1881 | 1886 | 1891 | 1896 |
| ----- | ----- | ----- | ---- | ---- | ---- | ---- | ---- | ---- |
| 1 088 | 1 025 | 1 076 | 981  | 994  | 978  | 883  | 886  | 812  |

| 1901 | 1906 | 1911 | 1921 | 1926 | 1931 | 1936 | 1946 | 1954 |
| ---- | ---- | ---- | ---- | ---- | ---- | ---- | ---- | ---- |
| 749  | 731  | 694  | 609  | 683  | 686  | 703  | 692  | 610  |

| 1962 | 1968 | 1975 | 1982 | 1990 | 1999 | 2006 | 2011 | 2016 |
| ---- | ---- | ---- | ---- | ---- | ---- | ---- | ---- | ---- |
| 664  | 656  | 558  | 533  | 531  | 516  | 533  | 511  | 478  |

| 2021 | 2022 | - | - | - | - | - | - | - |
| ---- | ---- | - | - | - | - | - | - | - |
| 447  | 442  | - | - | - | - | - | - | - |

### Sports
- Fin juillet, une course cycliste se déroule en nocturne, sur un circuit de 65 tours autour de la bastide, soit une distance totale de 84,5 km (50e édition en 2025)[87].
- Des courses hippiques sont organisées sur l'hippodrome de Monpazier-Marsalès[88]. En août 2023 s'y tient le Concours d'endurance équestre de Monpazier, avec 25 nations engagées[89]. En septembre 2024, ce sont 39 délégations internationales représentées par 145 cavalières et cavaliers qui parcourent six boucles représentant un total de 160 km[90].

### Manifestations culturelles et festivités
- Début mai, sur quatre jours, le salon Métiers & Arts rassemble des dizaines d'artisans et d'artistes (15e édition en 2024)[91].
- En été, animations et festivités Les Médiévales (11e édition en 2014) organisées auparavant par l'Association des commerçants et artisans de Monpazier (Acam) a été repris par le CLEM[92]. Depuis 2022, il existe un partenariat entre ces deux associations afin que cette manifestation perdure.
- Chaque année en septembre, Fête du livre (38e édition en 2024)[93].
- Considérée comme un des modèles de bastide les mieux conservés du Sud-Ouest de la France, Monpazier a influencé le style de grands architectes (Viollet-le-Duc, Le Corbusier) et attire chaque année 360 000 visiteurs[94].

L'Association des commerçants et artisans de Monpazier organise plusieurs manifestations, dont la fête des fleurs le 3e dimanche de mai, ainsi que trois brocantes, une en juin, une en août et une en octobre.

## Économie

### Emploi
En 2015, parmi la population communale comprise entre 15 et 64 ans, les actifs représentent 186 personnes, soit 37,1 % de la population municipale. Le nombre de chômeurs (trente-six) a augmenté par rapport à 2010 (vingt-cinq) et le taux de chômage de cette population active s'établit à 19,3 %.

### Établissements
Au 31 décembre 2015, la commune compte 133 établissements, dont 92 au niveau des commerces, transports ou services, vingt relatifs au secteur administratif, à l'enseignement, à la santé ou à l'action sociale, douze dans l'industrie, sept dans la construction, et deux dans l'agriculture, la sylviculture ou la pêche.

## Culture locale et patrimoine

### Artisans d'Art
Le village de Monpazier a obtenu le label « Ville et Métiers d'Art » et compte en 2022 plus de vingt artisans d'arts présents sur la commune et les communes proches (Vergt-de-Biron et Lavalade).

### Lieux et monuments
De la bastide, subsistent le plan d'ensemble et trois des six portes fortifiées. Plusieurs maisons ont conservé leur caractère original.
- Église Saint-Dominique[98],[99],[100], construite du XIIIe au XVIe siècle.
- Maison du Chapître ou grange aux dîmes.
- Enceinte et portes de la ville.

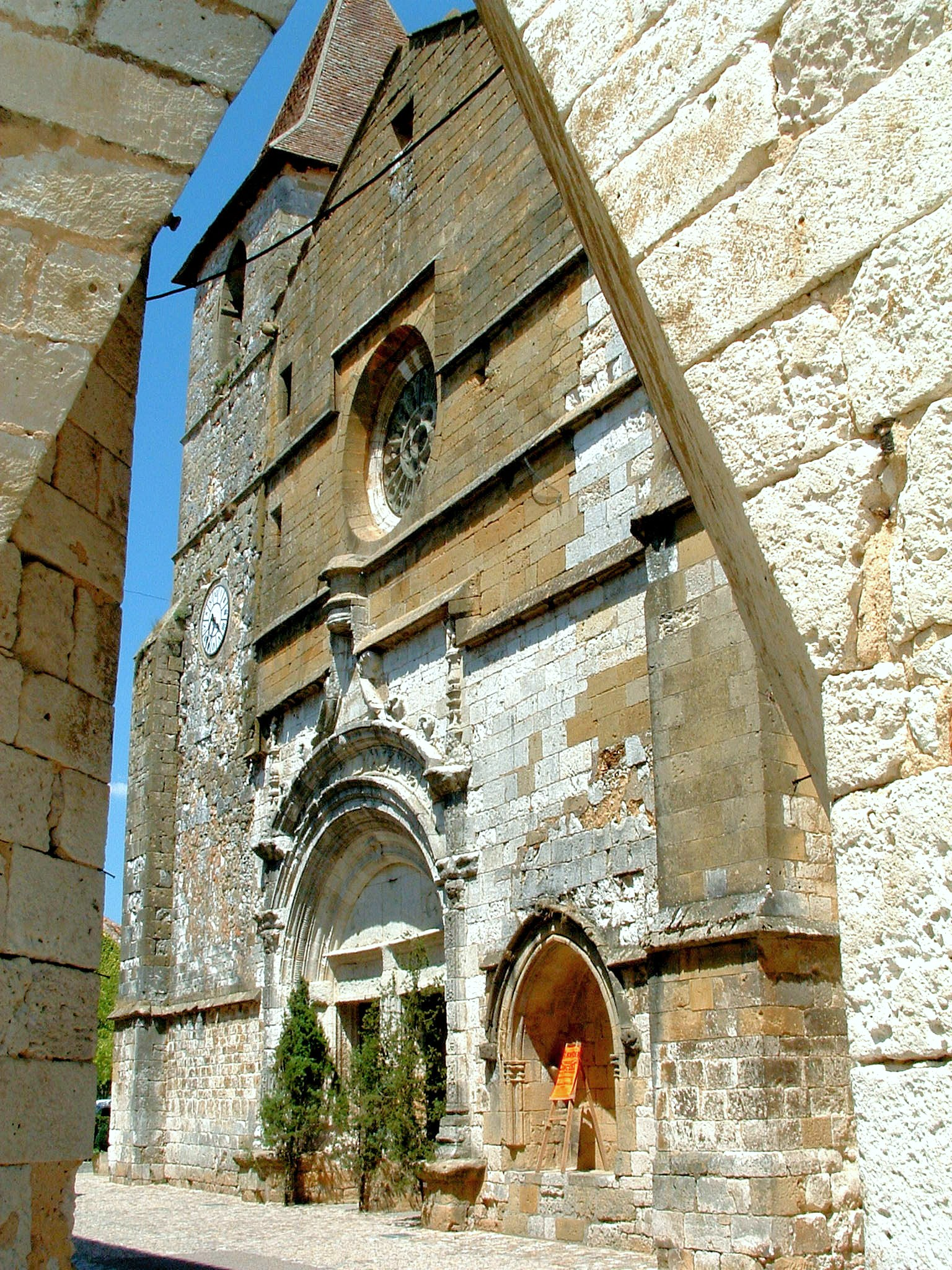
L'église Saint-Dominique vue depuis la place des Cornières.
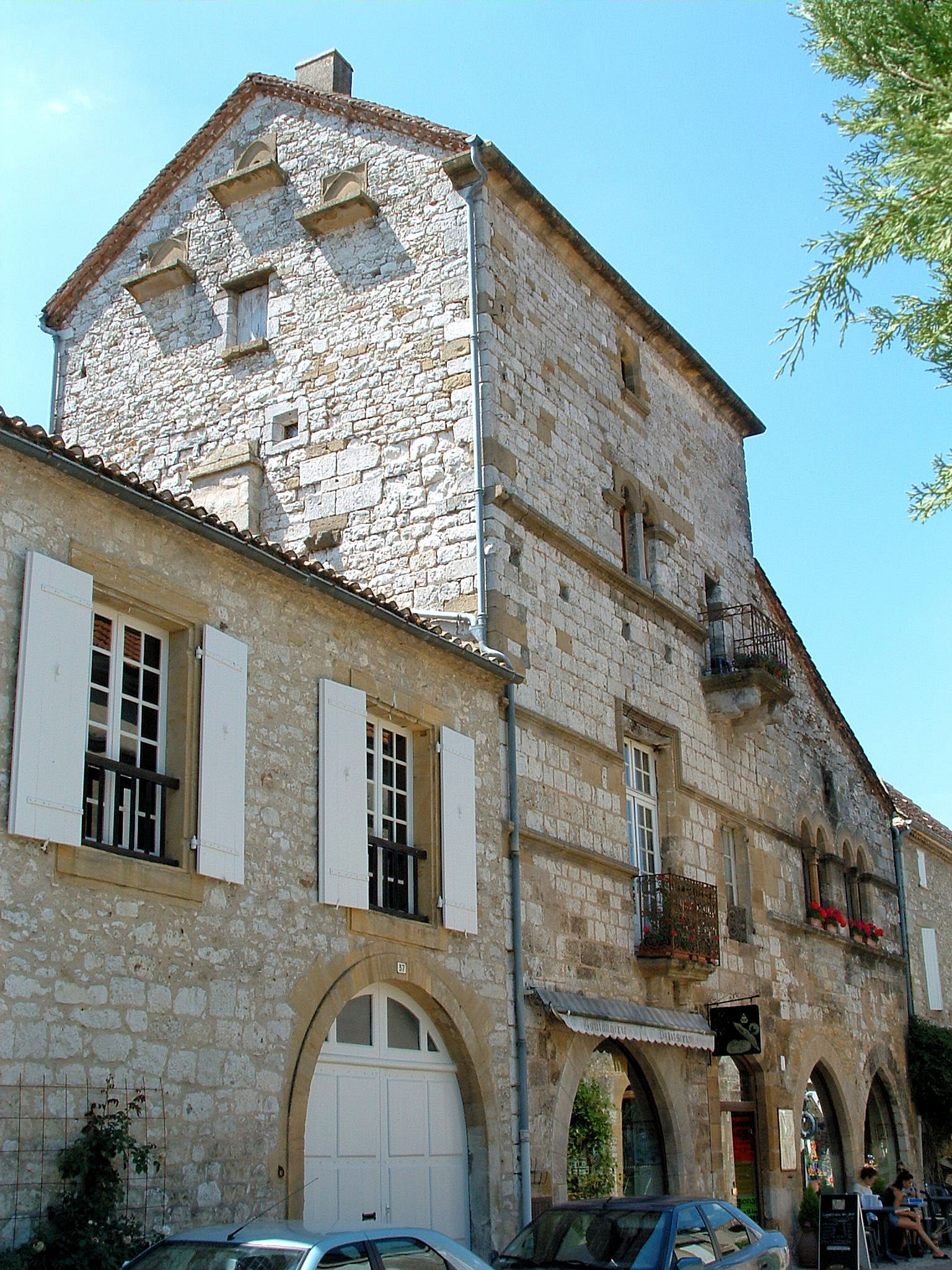
Maison du chapitre, rue Notre-Dame.
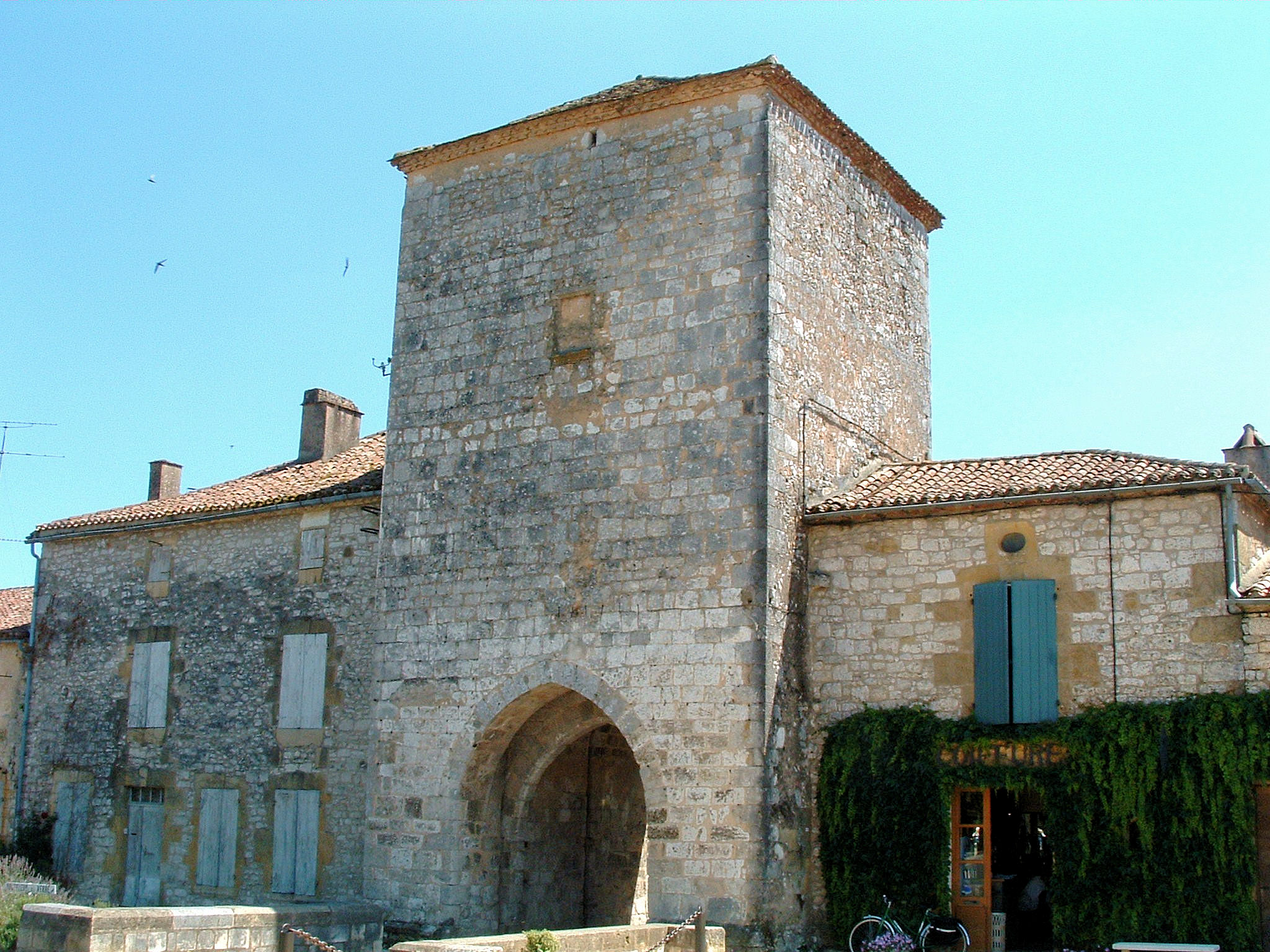
Porte rue Notre-Dame. Foirail Nord.
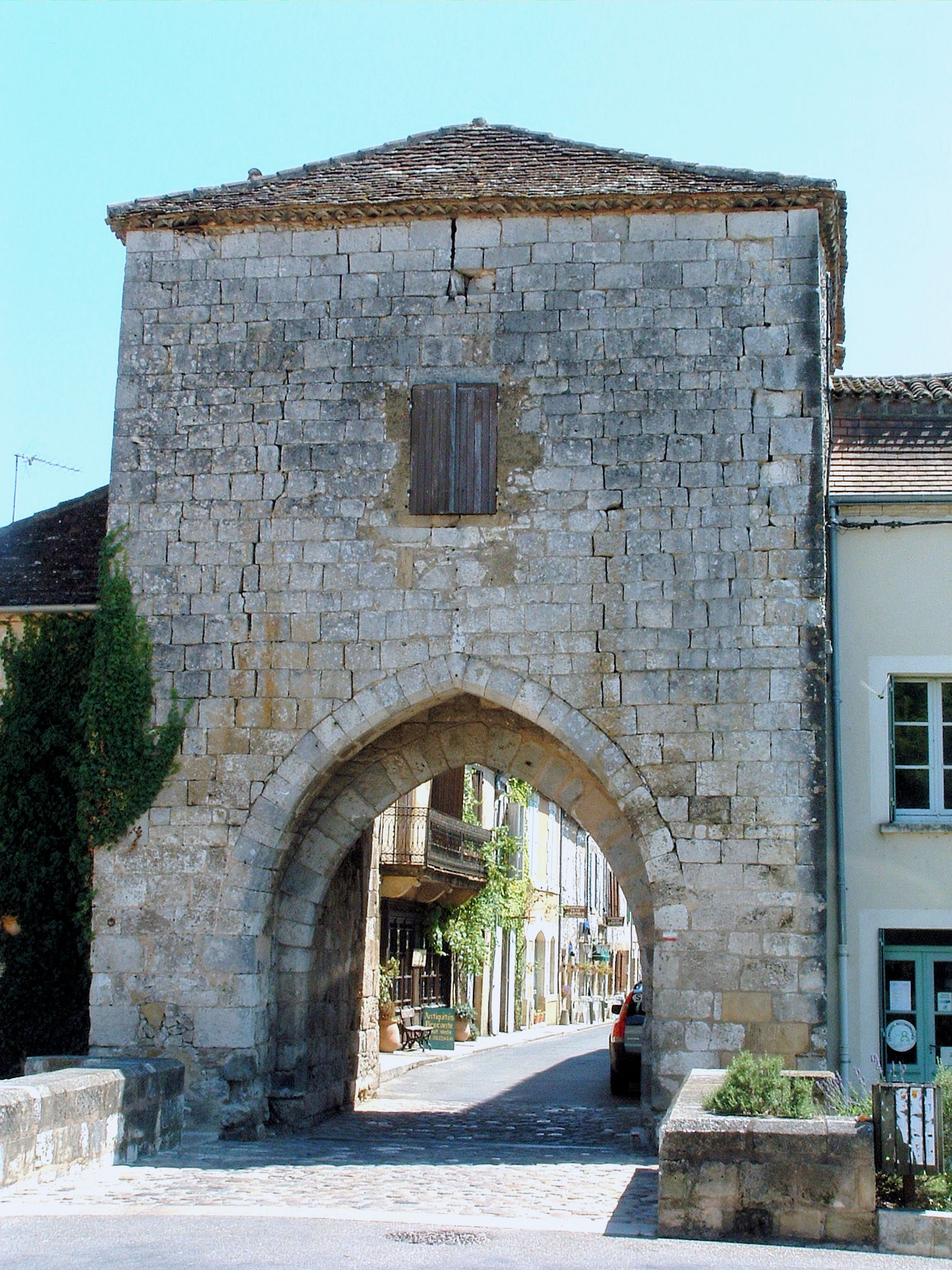
Porte Saint-Jacques. Foirail Nord.
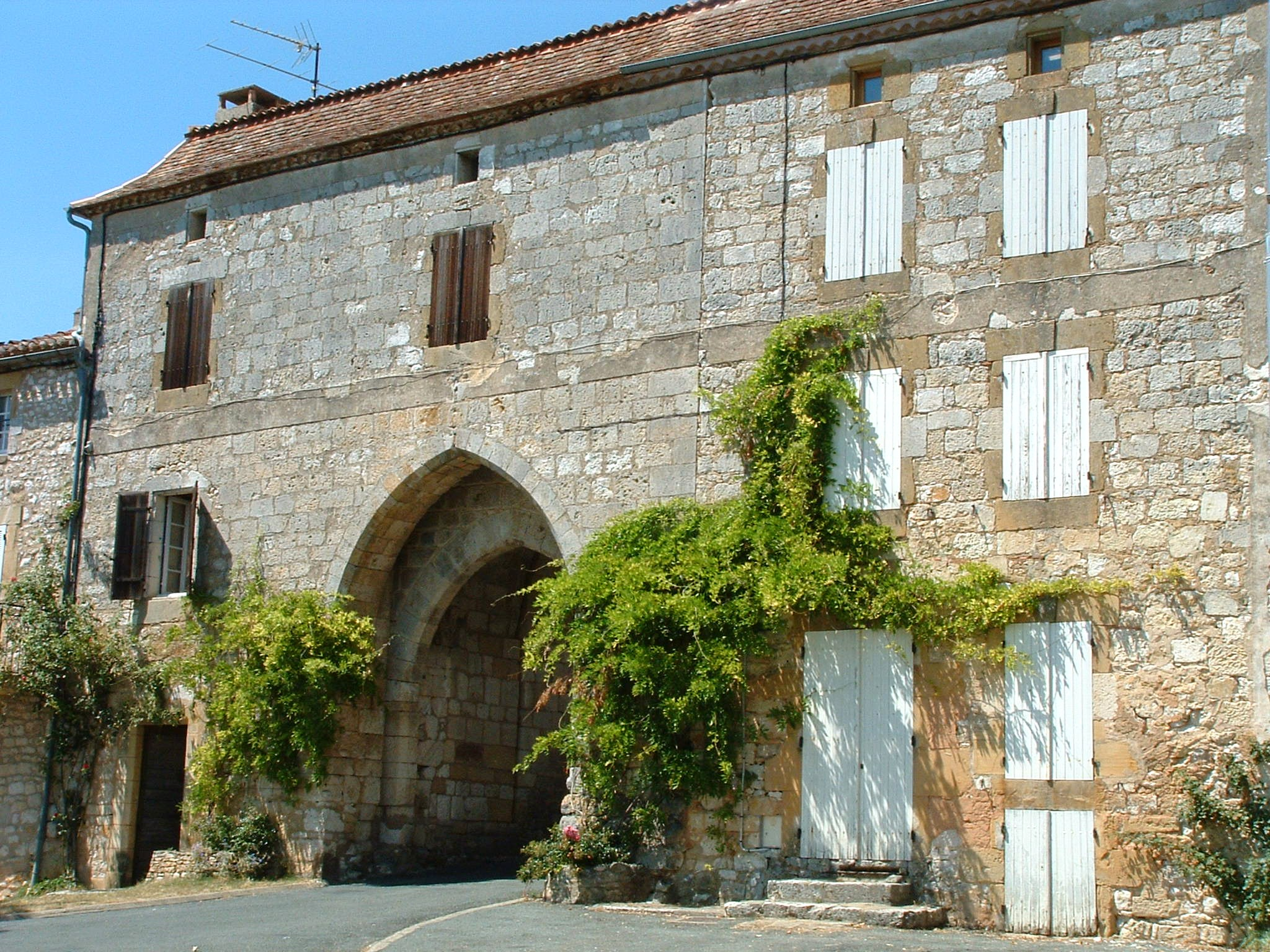
Porte rue Saint-Jacques. Foirail Sud.

- Place des Cornières avec la Halle. C'est sur cette place qu'a été tournée la scène du film Le Capitan d'André Hunebelle (1960) où l'on voit le personnage de Cogolin (interprété par Bourvil) chanter la chanson « Baladin ». Ridley Scott y a aussi tourné deux fois, pour son premier film, Les Duellistes, en 1976, mais aussi pour Le Dernier Duel (The Last Duel) en 2020.

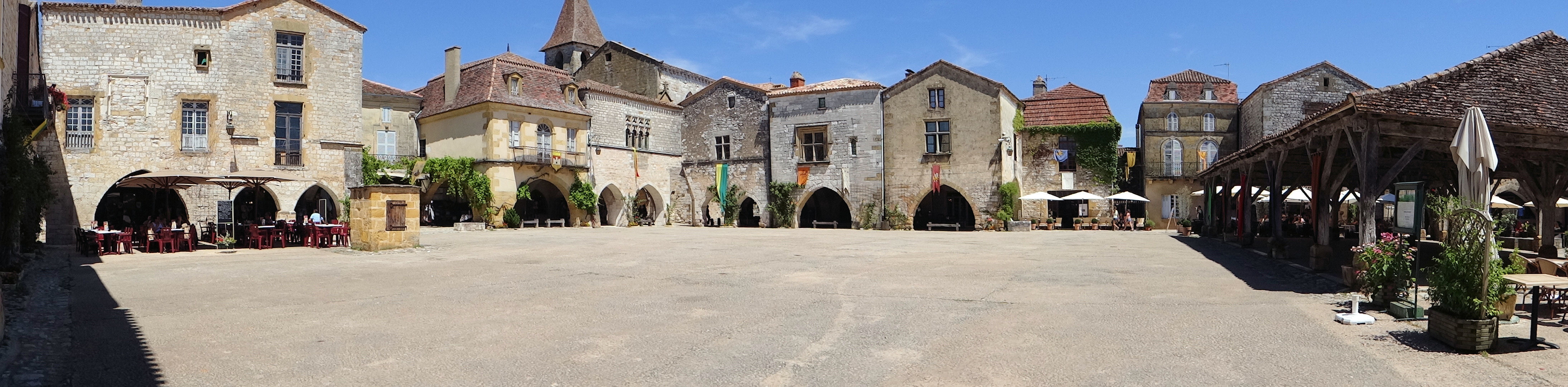
Vue panoramique de la place des Cornières.

- Hôtel de Londres - Foirail nord, bâtisse chargée d’histoires.

De nombreuses personnalités ont fréquenté l’hôtel de 1880 à 1939.
Cet établissement est de construction récente puisqu’il n’existait pas en 1856. Sur son emplacement, le cadastre de l’époque mentionnait un jardin aux formes inégales.
À cette époque, il était projeté l’élargissement et le réaménagement du champ de foire du nord de la ville. Aux dires des anciens, les fondations de l’immeuble auraient été creusées en une nuit pour éviter l’expropriation, ce qui explique que l’hôtel n’est pas entièrement rectangulaire puisque le mur ouest est plus large que le mur est.
Nous ignorons si l’affectation première de ce bâtiment était un hôtel, la première indication se trouvant sur une lettre écrite en 1934 par la propriétaire et « chef » de l’époque, Aurélie Cassagnolles, sur laquelle on lit : « Hôtel de Londres - RC Bergerac 1880 »
Pourquoi « de Londres » ? On peut supposer un lien entre l’origine anglaise de la bastide de Monpazier, créée en 1284 par Édouard Ier d’Angleterre, mais certains avancent que cette auberge était un passage gastronomique obligé entre le nord de l’Europe et les Pyrénées alors « à la mode »...
C’était également l’époque où il était séant pour les riches Anglais de posséder un château dans le Périgord...
Et cette étape, célèbre jusqu’en 1939, a accueilli une foule de visiteurs de marque que l’on retrouve dans les livres d’or, précieusement conservés par les descendants des propriétaires de l’époque.
En 1930, Blaise Cendrars, accompagné de John Dos Passos, a résidé dans ces murs pour retracer la vie d’un monpaziérois célèbre, Jean Galmot, aventurier qui lui a inspiré son roman Rhum.
2006 : Fin de l’activité hôtelière de l’hôtel de Londres.

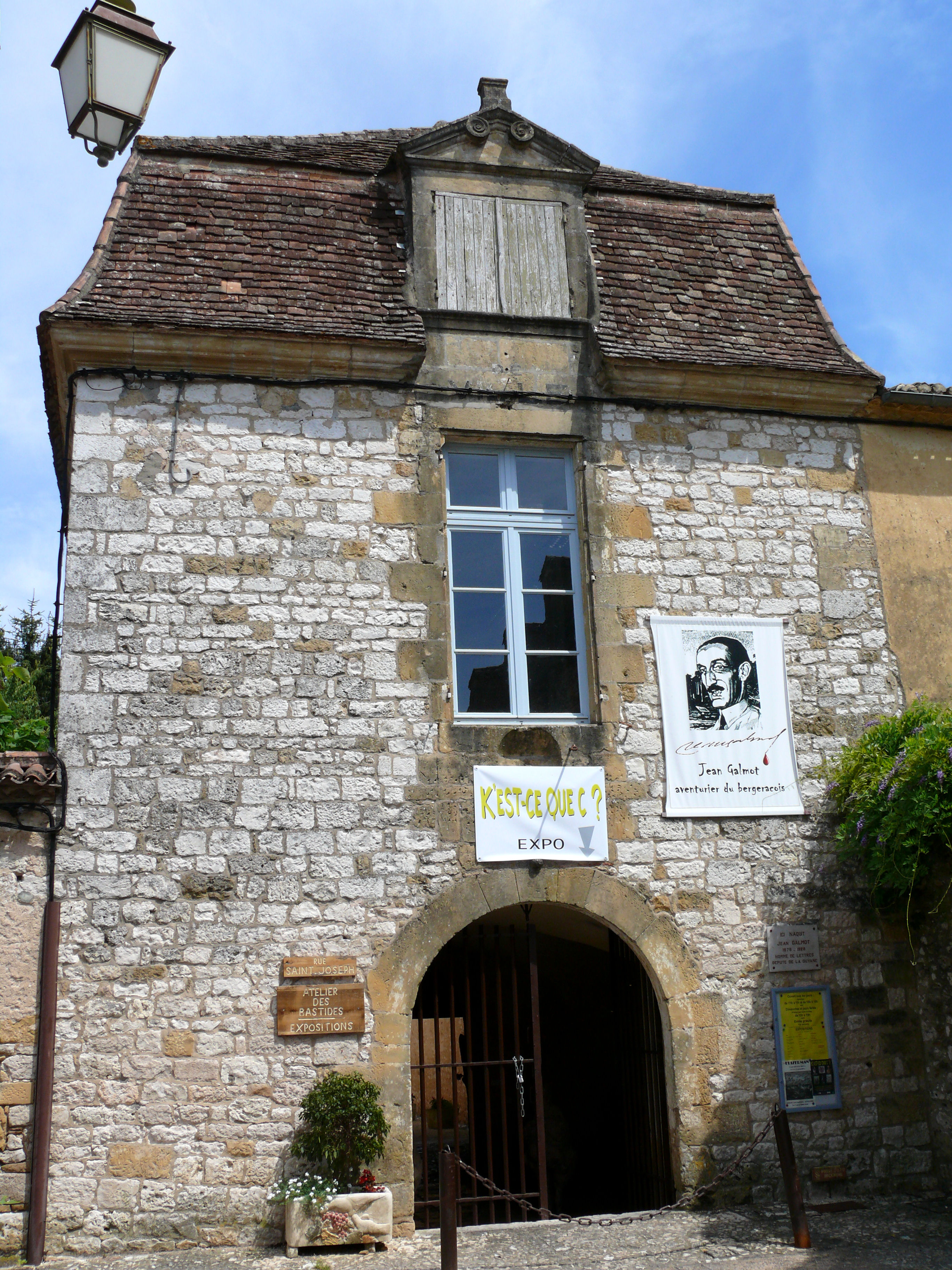
Entrée de l'ancien couvent des Récollets.
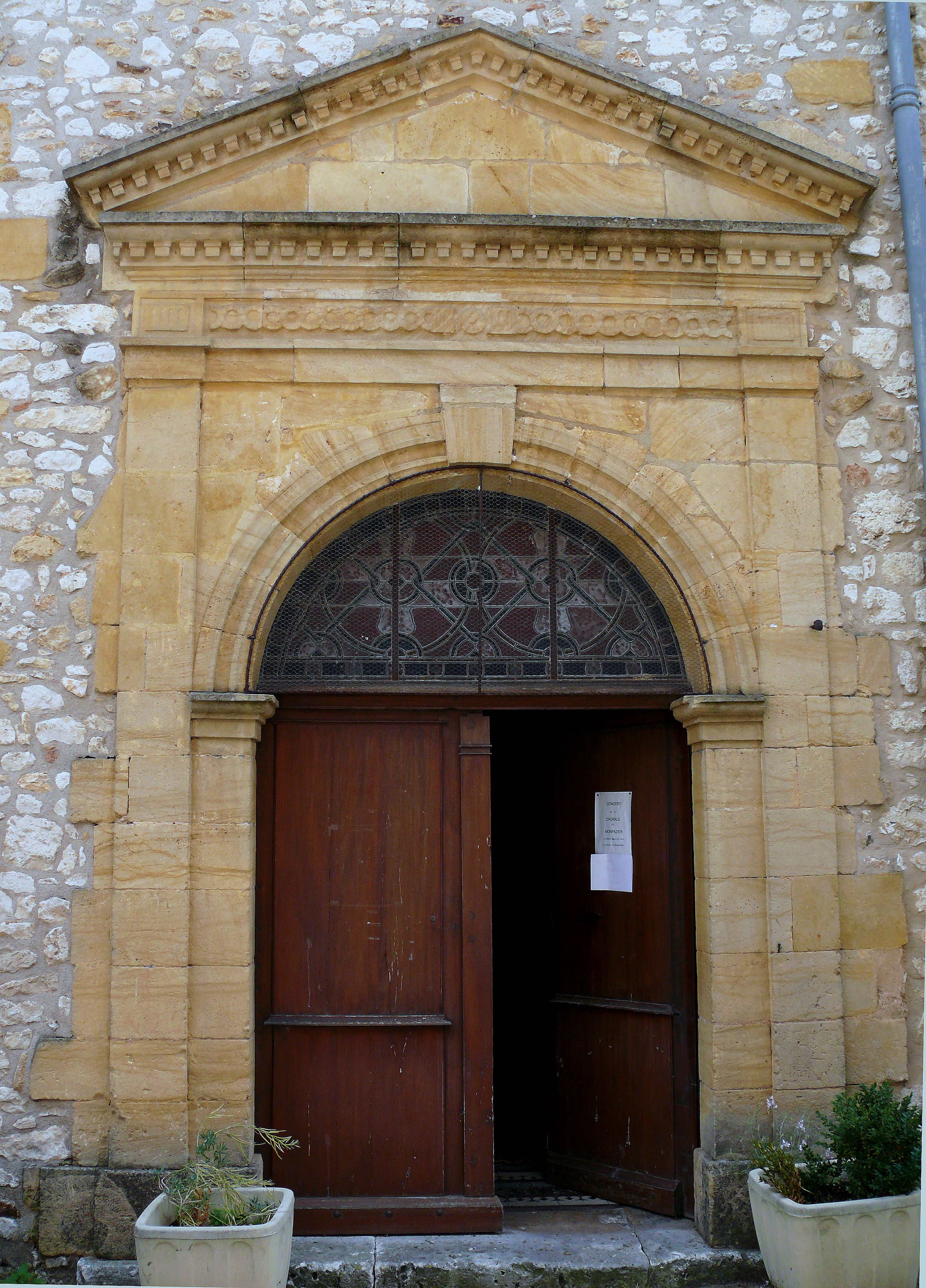
Entrée de l'ancien hospice.
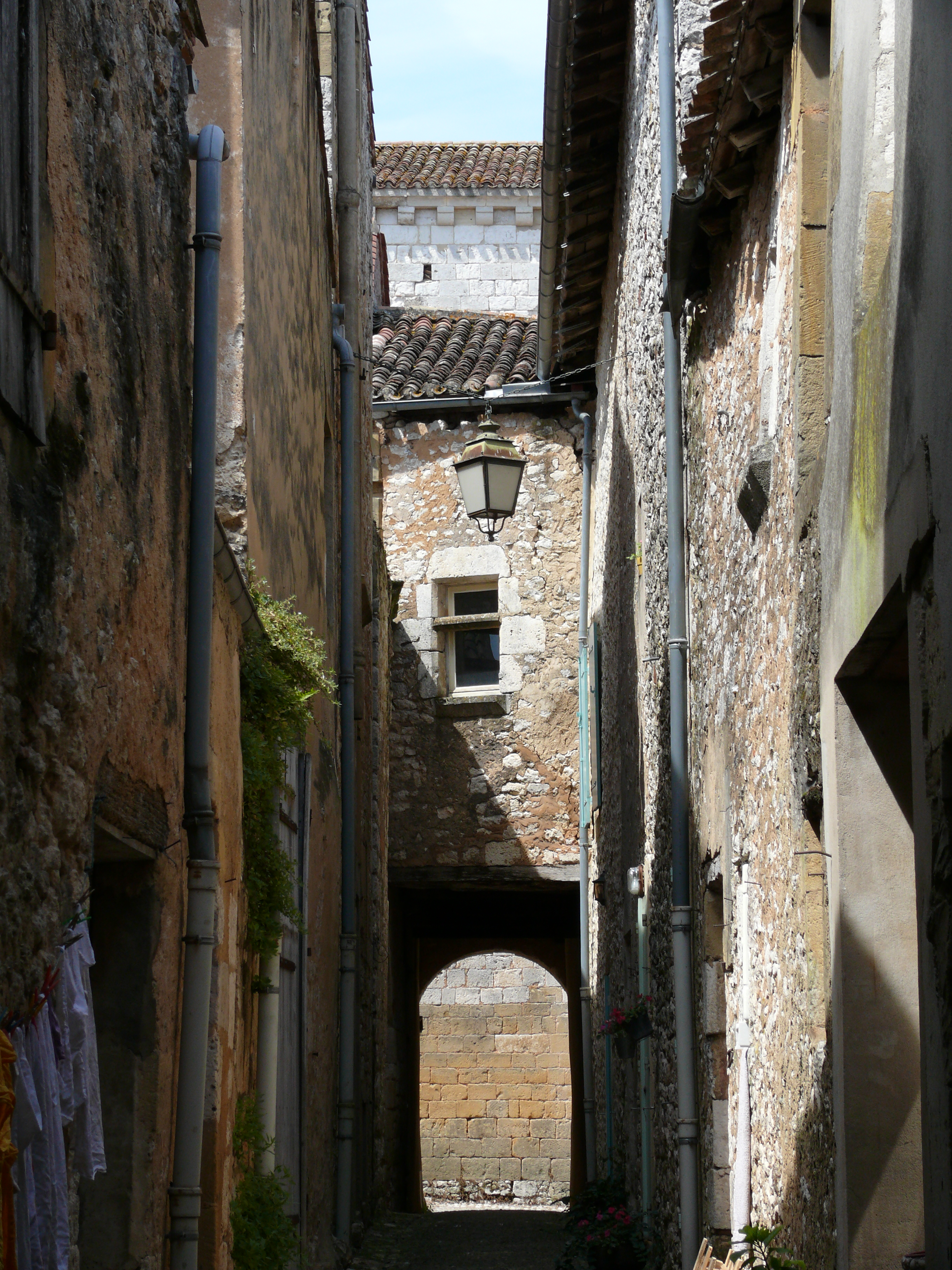
Un carreyrou avec un pontet.
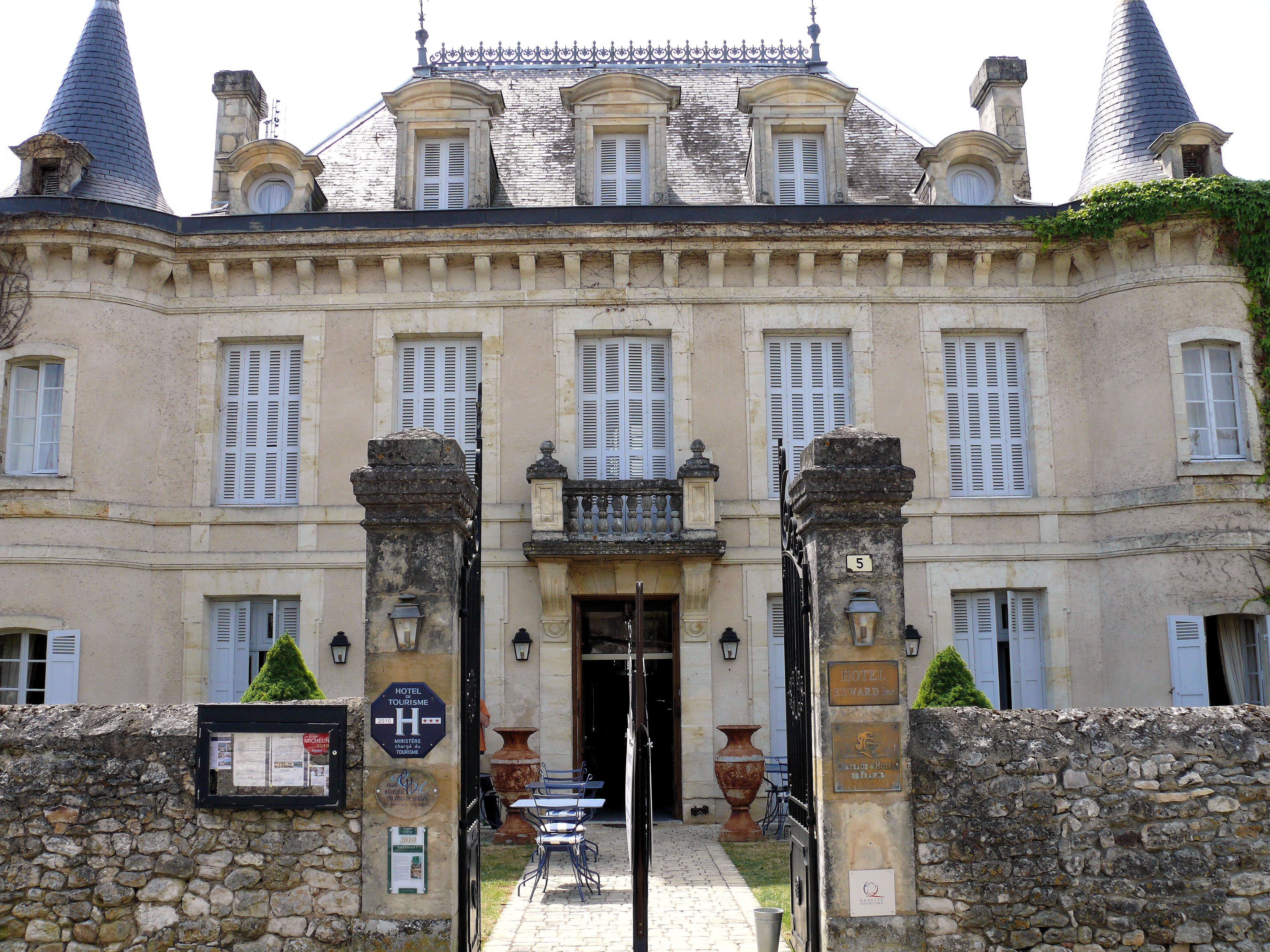
Hôtel Edward 1er.

- Le Bastideum, centre d'interprétation de la bastide de Monpazier, a été installé dans une partie de l'ancien couvent des Récollets[101], établissement fondé au milieu du XVIIe siècle. Ce couvent vendu à la Révolution abritait au début du XXe siècle la mairie et servait de lieu d'expositions artistiques temporaires[102] avant l'ouverture de ce musée sur les bastides le 10 juillet 2013[103].
- Mairie, ancienne maison de charité, puis hôpital et manufacture royale de coton, puis maison de retraite. La maison de charité est mentionnée en 1766, à la fois hôpital, orphelinat et filature royale de coton, grâce à l'appui du chapitre de Monpazier avec son archiprêtre, M. de Laborie, et les Dames de la Miséricorde. En 1699, Mademoiselle de Gironde, baronne de Lavaur, avait donné un terrain pour y établir un hospice. Ce sont les Dames de la Miséricorde qui ont pris l'initiative de fonder un hospice, en 1766. La date de 1670 a été gravée sur une porte de l'aile est. Il est reconstruit avec des pierres de l'enceinte urbaine est opérationnel dès 1775[104].
- Le monument aux morts, créé à l'origine par une association de vétérans de la guerre franco-allemande de 1870, comportait 28 noms de soldats du canton de Monpazier ; la municipalité y a ajouté 32 noms pour les soldats originaires de Monpazier morts pendant la Première Guerre mondiale et a déplacé le monument depuis la place de la bastide vers le Foirail Nord[105].

À proximité :
- à Gaugeac : Château de Saint-Germain, classé, visitable.
- à Biron : Château de Biron, église Notre-Dame-du-Bourg.
- à Capdrot : Ancienne collégiale Notre-Dame-de-l'Assomption.

### Personnalités liées à la commune
- Pierre Bellemare (1929-2018), écrivain, homme de radio, chanteur, conteur, animateur et producteur de télévision français.
- Henri Eugène Calvel (1848-1927), né à Monpazier, général de division.
- Jean-Claude Coutausse (1960-), né à Monpazier, photojournaliste au journal Le Monde et Prix Niépce 1993.
- Jean Galmot (1879-1928), né à Monpazier, aventurier élu député de la Guyane en 1919.
- Julien Guiomar (1928-2010), comédien, a vécu ses dernières années à Monpazier.
- Pierre Mataly de Maran (1770-1842), officier des armées de la République et général de brigade en 1813, né à Laborie, paroisse de Monpazier[106].

### Héraldique
| Armes de Monpazier | Les armes de Monpazier se blasonnent ainsi : « De gueules au château de trois tours d'argent ouvert, ajouré et maçonné de sable, posé sur un mont de sinople. » |

### Tournages
Monpazier a servi de décor à plusieurs tournages cinématographiques :
- 1948 : Le Destin exécrable de Guillemette Babin, film de Guillaume Radot (bastide de Monpazier)[107].
- 1960 : Le Capitan, film d'André Hunebelle (bastide de Monpazier)[108].
- 1962 : Le Chevalier de Pardaillan, film de Bernard Borderie (bastide de Monpazier)[109].
- 1977 : Vous n'aurez pas l'Alsace et la Lorraine, film de Coluche.
- 1982 : Le Bourrier, téléfilm de Roger Boussinot (bastide de Monpazier).
- 1982 : Les Misérables, film de Robert Hossein (bastide de Monpazier)[110].
- 1987 : La Patrie en danger, téléfilm de Michel Carrier (bastide de Monpazier).
- 1988 : Corentin ou les Infortunes conjugales, film de Jean Marbœuf (bastide de Monpazier)[111].
- 1990: Jean Galmot, aventurier, téléfilm d'Alain Maline (bastide de Monpazier)[112].
- 2001 : D'Artagnan, film de Peter Hyams (bastide de Monpazier)[113].
- 2003 : Fanfan la Tulipe, film de Gérard Krawczyk (bastide de Monpazier)[114].
- 2021 : Le Dernier Duel (The Last Duel) de Ridley Scott, en 2020[115].
- 2022 : Les Enfants des justes, téléfilm de Fabien Onteniente[116].

## Pour approfondir